# Château de Franconville
Le château de Saint-Martin-du-Tertre anciennement nommé château  de Franconville aux bois est situé en France à Saint-Martin-du-Tertre dans le département du Val-d’Oise (95270).
Construit à partir de 1876 par Destailleurs pour le duc de Massa, il est le « jumeau amélioré » du château de Maisons-Laffitte dont François Mansart fut l'architecte.
Ayant conservé son parc, avec ses fabriques et statues de fonte, il est inscrit en partie aux  monument historique  depuis le 4 décembre 1987.

## Historique

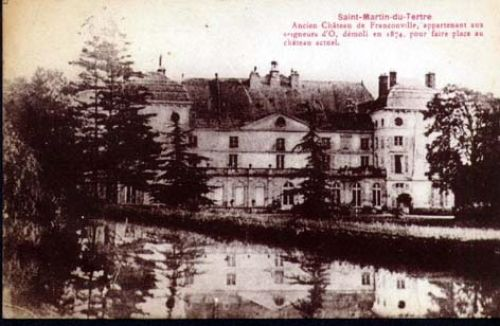
Le château précédent en 1850.

Franconville-aux-Bois vient de Francorumvillam, composé de l'anthroponyme Franco ou Francon et du suffixe -villa. Le nom s'applique initialement à un petit village créé sans doute par les Francs lors de leurs invasions, pendant la seconde moitié du Ve siècle (époque mérovingienne. Sa trace écrite la plus ancienne se trouve dans une charte d'Hilduin datée du 22 janvier 832, portant sur le partage de la mense conventuelle de l'abbaye Saint-Denis. Le nom du village évolue vers Franconville-aux-Bois ou sous-Bois selon les documents, pour le différencier de Franconville-la-Garenne. Un château est établi dans la seigneurie de Franconville à une date indéterminée. En 1331, cette seigneurie compte 38 feux ; elle est dévolue aux seigneurs d'O au début du XVe siècle.

### L'ancien château d'O et de Lauraguais
Jeanne Le Baveux, fille unique de Jean Hutin Le Baveux, chambellan du duc de Bourgogne, fut dame de Fresnes, Bazemont, Maillebois, Baillet-en-France (en partie) et Franconville-aux-Bois Elle apporte par son mariage (vers 1410) avec Robert VI d'O, les seigneuries précitées dans l'escarcelle de son mari. Mais celui-ci meurt très jeune à la bataille d'Azincourt (1415), sa veuve lui survit pendant 67 ans (elle testa en 1482), et doit affronter seule les derniers ravages de la guerre de Cent ans. La seigneurie reste dans la maison d'O (ligne cadette) pendant trois siècles. Du fait des guerres ou des maladies (variole ou fièvre puerpérale), on note qu'un nombre élevé de ses propriétaires furent orphelins.
Jacques d'O (descendant au 6ème degré de Robert) fit ériger sa seigneurie de Franconville en marquisat par lettres de juin 1619 (pendant l'affrontement qui oppose le jeune Louis XIII à sa mère Marie de Médicis), avec union de Maillebois, Fresnes et Baillet. Toutefois, il ne put les faire enregistrer, et Maillebois (s'il a bien fait partie du domaine ?) en fut bientôt distrait pour devenir un marquisat (1621) pour Claude Pinart. Son fils René-Claude d'O en rend hommage en 1679 sous le titre de châtellenie, et vendit cette terre en 1698 à son cousin, de la branche des seigneurs de Villiers.
Celui-ci, Gabriel-Claude d'O (1655-1728), avait perdu son père à quatre ans et sa mère à dix ans ; il meurt en 1728, lieutenant général des armées navales en 1702, en n'ayant servi que treize ans, mais il avait épousé en 1687 Marie-Anne de Lavergne, amie de Mme de Maintenon, et comme il était "dévot comme un pharisien" (St Simon), il plut à la nouvelle favorite et devint la même année gouverneur de M. le comte de Toulouse (dernier bâtard légitimé de Louis XIV et de Mme de Montespan) ; celui-ci avait été nommé Amiral de France à cinq ans ; il s'attacha à son "mentor" en matière maritime et le protégea toute sa vie. D'O acheta aussi Courdimanche, Génicourt, Nantouillet, etc, et obtint confirmation du marquisat (avec ces nouvelles terres ?) par lettres du 10 (ou 16) juillet 1699.

Blason de la famille D'O.

Son fils Simon-Gabriel (1698-1734) épouse en 1715 Anne-Louise de Madaillan de Lassay, une "galante qui finit folle (en 1723) ; c'était la faim et la soif" ; séparé de sa femme avant d'être veuf, il meurt prématurément en 1734, brigadier des armées du Roi. Le titre s'éteint avec lui.
D’O : D’hermine au chef denché de gueules. Supports, 2 lévriers (ou : une licorne et une pucelle).
Sa fille (unique survivante), Adélaïde Félicité Geneviève d'O (1716-1735), lui succède ; "belle comme le jour" (St Simon), elle avait été tôt mariée (en 1731, à quinze ans) à Louis de BRANCAS (1714-1793), 3e duc de Lauraguais puis 6e duc de Villars-Brancas (en 1760), ayant été richement dotée par son oncle le marquis de Lassay (Armand de Madaillan). Mais la marquise meurt le 26 août 1735, âgée de 19 ans, en mettant au monde son second fils Antoine-Buphile. Leur fils aîné Louis-Léon, comte de Lauraguais, ne peut se prévaloir du titre de marquis de Franconville, ce titre n'étant pas transmissible par les femmes ; il tombe alors en quenouille, mais après la vente du domaine il sera "relevé" par Claude-Jean-Baptiste d'O.
Le comte de Lauraguais (1733-1824, il fut aussi duc mais n'en porta pas le titre avant la mort de son père), aussi brave qu'insouciant et fantasque, mène grande vie ; d'abord officier, blessé à Crefeld (1758), il se consacre alors au théâtre, à des expériences scientifiques ruineuses (il deviendra membre de l'Académie), et à ses coûteuses maîtresses, entre autres Sophie Arnould, une excellente cantatrice, qui lui donnera quatre enfants. Il habite le bel hôtel de Lassay à Paris, mais il est contraint de le mettre en vente en 1768, ainsi que plusieurs seigneuries.
Brancas : D’azur au pal d’argent chargé de trois tours de gueules, et accosté de quatre pattes de lion d’or mouvant des flancs, les deux à dextre en barre et les deux à sénestre en bande (ou : posées en chevron), l’une sur l’autre ; tenants, 2 anges.

### Le château des Gerbier, Thélusson, Amiot et Leroux
Le 8 août 1769 : "Vente de la terre et seigneurie de Franconville, par Louis-Léon-Félicité de Brancas, comte de Lauraguais, à Pierre-Jean-Baptiste Gerbier (de la Massilays), écuyer, avocat au Parlement, conseiller secrétaire du roi, maison et couronne de France et de ses finances, et à Marie Martin, son épouse". D’origine bretonne, il est avocat auprès du Parlement Maupeou (1771-1774), mais il est durement attaqué après sa chute, à l’avènement de Louis XVI. Certains auteurs lui attribuent la construction d’un nouveau château à partir de 1775, mais vu les circonstances, il serait plutôt dû à son successeur. Ses affaires vont mal : le 28 décembre 1779, c'est la "vente du fief du Viveray et autres héritages dépendant de la terre de Franconville, par Pierre-Jean-Baptiste Gerbier, secrétaire du Roi, seigneur de Franconville, au Président Choart" (Gabriel Choart de Touteville, pdt à la cour des Aides ?).

Blason de la famille Gerbier.

De son épouse, Marie-Perpétue Martin (vers 1760), il avait eu une fille unique, Madeleine Gerbier de Francheville (ou plutôt Franconville ?), qu’il marie alors à Paris (St Sulpice), le 17 juin 1780, avec Jean-Louis de Chanaleilles, comte de la Saumès (1743-1822). Celui-ci était veuf de Marie-Rose du Vidal de Montferrier, épousée en 1778, morte dès l'année suivante, peut-être en couches. Il est possible que sa seconde épouse ait connu le même sort, ce qui expliquerait la vente de Franconville par son père en 1782 ? Ou bien le nouveau château s’était avéré ruineux.  En tout cas, ils n’eurent pas d’enfants, et le château fut vendu.
Gerbier (de Vologé) : D’azur à trois gerbes d’or.
Paul-Louis de Thellusson (ou Thélusson, 1757-1801), un officier suisse au service de France (fils aîné de Georges-Tobie, baron de Coppet, riche banquier d'origine genevoise, et de Marie-Jeanne Girardot de Vermenoux), ayant hérité de ses parents, se rend acquéreur du domaine en 1782, avec Saint-Martin du Tertre,  terres qui furent érigées en « marquisat de Thellusson de Franconville » par lettres (enregistrées ?) les 21 avril et 14 mai 1784.  Il est propriétaire (avec ses deux frères) du fastueux hôtel Thellusson, 30 rue de Provence à Paris, construit pour sa mère par l'architecte Ledoux et achevé par J-B. Jallier de Savault (démoli en 1826) ; il connaît bien le ministre Necker, ancien associé de la banque de son père.
C’est à lui que l’on peut attribuer avec vraisemblance la reconstruction du château, ou peut-être simplement l’ajout des deux pavillons saillants couverts à l’impériale et garnis d’oculi, d’une facture plus originale que le corps central ; la haute toiture de ce dernier plaide pour une date antérieure. Mais il le cède dès 1788 à Louis-Aspaïs Amiot ; en 1791, il achètera la moitié du domaine de Dormans (Marne) où il est inhumé.

Blason de la famille Théllusson.

Théllusson : D’or à un arbre terrassé de sinople, la cime chargée d’un écusson posé en bande, portant de gueules à 3 larmes d’argent.
Louis-Aspaïs Amiot (1730-1801), fils d'un maître-tailleur de Melun, épouse (1750) Marie-Anne Grenet ; il fut échevin de Melun, mais c’est probablement son fils, autre Louis-Aspaïs Amiot (Melun, 1751 - Franconville, 1825), marié à Suzanne Le Hoc, qui fut Secrétaire du Roi et acheta le château. Il fut créé baron Amiot et de l'Empire par LP du 21 février 1814 avec majorat (non terrien), confirmé baron héréditaire par ordonnance royale et LP du 3 février 1815, membre du collège électoral de Seine-et-Marne et maire de St Martin du Tertre.
Ils sont les parents de Louis-Jacques Amiot (1778-1828), 2e baron avec transmission du titre de baron et du majorat par ordonnance du 9 mars 1826, maître des requêtes au Conseil d'État, mort à Milan (Italie), ayant épousé fin 1801 Aglaé-Louise Page (+e 1833), dont 1 fils et 1 fille.
Alexandre-Gustave-Aspaïs Amiot (1811-1869), fut confirmé 3e baron à la mort de son père (à 17 ans) avec transmission du majorat par ordonnance du 18 octobre 1828. Il fut inspecteur général des télégraphes, officier de la Légion d'Honneur, et resta probablement sans alliance.
Amiot : D’azur au chevron d’or chargé d’un croissant de gueules, accompagné en chef de deux trèfles d’or, et en pointe d’une étoile du même ; au franc-quartier sénestre des barons électeurs (de gueules à la branche de chêne d'argent mise en bande, qui fut abandonné après l'Empire).

Blason de la famille Amiot.

La date de la vente du château n’est pas connue (vers 1836 ?). Mais dès 1840, André-Jean LEROUX fait construire pour sa fille Caroline, marquise de Massa, une "tour du guet" de 20 mètres dans le style troubadour, au point le plus élevé du domaine. L’acquéreur du château était un agent de change, qui avait épousé Adélaïde, fille aînée du comte Dubois, préfet de police de Paris sous Napoléon Ier . Ce préfet n’avait pas une très bonne réputation comme exécuteur des basses œuvres, et fut finalement évincé peu après la disgrâce de Fouché (1810), mais il avait accumulé une fortune considérable. Sa petite-fille, Caroline Adélaïde Adrienne Leroux (1816-1874)  avait épousé en 1836 Alphonse-Alfred-Adel Regnier, marquis de Massa (fils aîné du 2e duc, mais mort avant son père), dont un fils Alfred, qui suit..

### Le château des Massa (actuel)
A tout juste quinze ans, le 3e duc de Massa, André-Philippe-Alfred Régnier (1837-1913), ayant perdu son père (1846), et son grand-père (1851), avait reçu confirmation par le prince-président (bientôt Napoléon III) des dotations majoritaires et du titre ducal (par arrêtés des 23 janvier et 15 février 1852) jadis dévolus à son arrière-grand-père, Claude Ambroise Regnier, le Grand Juge, ministre de la Justice de Napoléon Ier, créé duc en 1809. Après le Second Empire, sa mère décède le 17 mai 1874, et le duc hérite de son patrimoine, qu’il partage avec son demi-frère. En effet, Caroline s'était remariée en 1850 avec le baron André-Hélène Roger, dont vint Eugène-Albert Roger, son second fils, qui reçut en héritage le vaste domaine de Vouzeron (Cher), où il fera bâtir un grand château par le même architecte que son frère mais dans un style très différent.

Armes du duc de Massa.

Le château actuel est construit entre 1876 et 1882 sur les plans d'Hippolyte Destailleur. Le modèle en est le palais de Maisons-Laffitte, œuvre majeure de François Mansart (sous Louis XIII). Il l’entoure d’un parc de 90 hectares parsemé de fabriques imitées des meilleures productions de Versailles ou Marly, avec cette particularité que les statues sont en fonte patinée en blanc ou en bronze. Le duc devient un célèbre et fastueux "dandy", grand amateur d'art, de musique, de théâtre en costume d'époque, et de photographie. Pendant toute la belle saison, des réceptions magnifiques sont organisées régulièrement au château. Le duc de Massa loue un train à la gare du Nord, qui mène ses invités à la gare de Belloy - Saint-Martin pour qu'ils puissent assister à ses fêtes somptueuses : grand dîner, feu d'artifice et opéras interprétés dans son théâtre, composés par lui-même ou par son oncle Philippe de Massa (écuyer de Napoléon III). Le théâtre est une copie réduite de celui de Bordeaux, élevé sous Louis XVI par Victor Louis. Parmi les invités habituels, figurent César Franck, André Messager, Pierre Maréchal et Alfred Cortot. Le duc de Massa mourut en 1913 sans alliance. C'est son cousin Jean-Louis-Napoléon Regnier (fils de Philippe) qui devient le quatrième duc de Massa.
Un hôpital militaire est improvisé, pendant la Première Guerre mondiale, par la duchesse de Massa. En 1924, le duc vend son château au département de la Seine, qui le transforme en sanatorium pour les tuberculeux. Il ouvre en 1929 accueillant 250 malades, puis un autre bâtiment est construit dans le parc accueillant également 250 pensionnaires, soit au total 500 tuberculeux. L'hôpital continue de fonctionner dans le château jusqu'en 1992.
Le site du château est classé au titre des sites par arrêté du 3 octobre 1951. Le château et tout son domaine avec l'ensemble des bâtiments sont inscrits monument historique par arrêté du 4 décembre 1987 : Le château lui-même comprend "douves, façades et toitures, hall d'entrée, le grand escalier en bois (à l'angle ouest du hall d'entrée, desservant le premier étage), escalier d'honneur et palier d'étage, quatre pièces du rez-de-chaussée de l'aile nord-est",

## Description

### Domaine du château

Plan du domaine.

Le domaine est enclavé dans la forêt de Carnelle et comporte un vaste parc. De nombreux bâtiments, annexes et fabriques y sont disséminés, en plus de l'aile ajoutée pour l’hôpital : L'arrêté de classement cite "des pavillons d'entrée et la grille qui les relie ; une rotonde (ou colonnade) ; des bâtiments de communs ; un théâtre classique (de 350 places) et son souterrain le reliant au château ; une orangerie (en mauvais état) ; un saut de loup ; un petit château appelé château des Musiciens (car ceux-ci pouvaient y passer la nuit après une représentation au théâtre, d'où son nom - c'est actuellement le pavillon de la Direction) ; une fontaine-vasque monumentale et son mur d'appui, un ancien embarcadère en bois (disparu aujourd'hui), et une partie du parc avec ses statues, ses bassins, ses murs et murets, ses balustrades et ses bornes". Il s'y ajoutait encore une chapelle dite de « Picpus » (détruite en 1980), et une "tour du guet" de style troubadour (actuellement hors du domaine).

### Façades du château

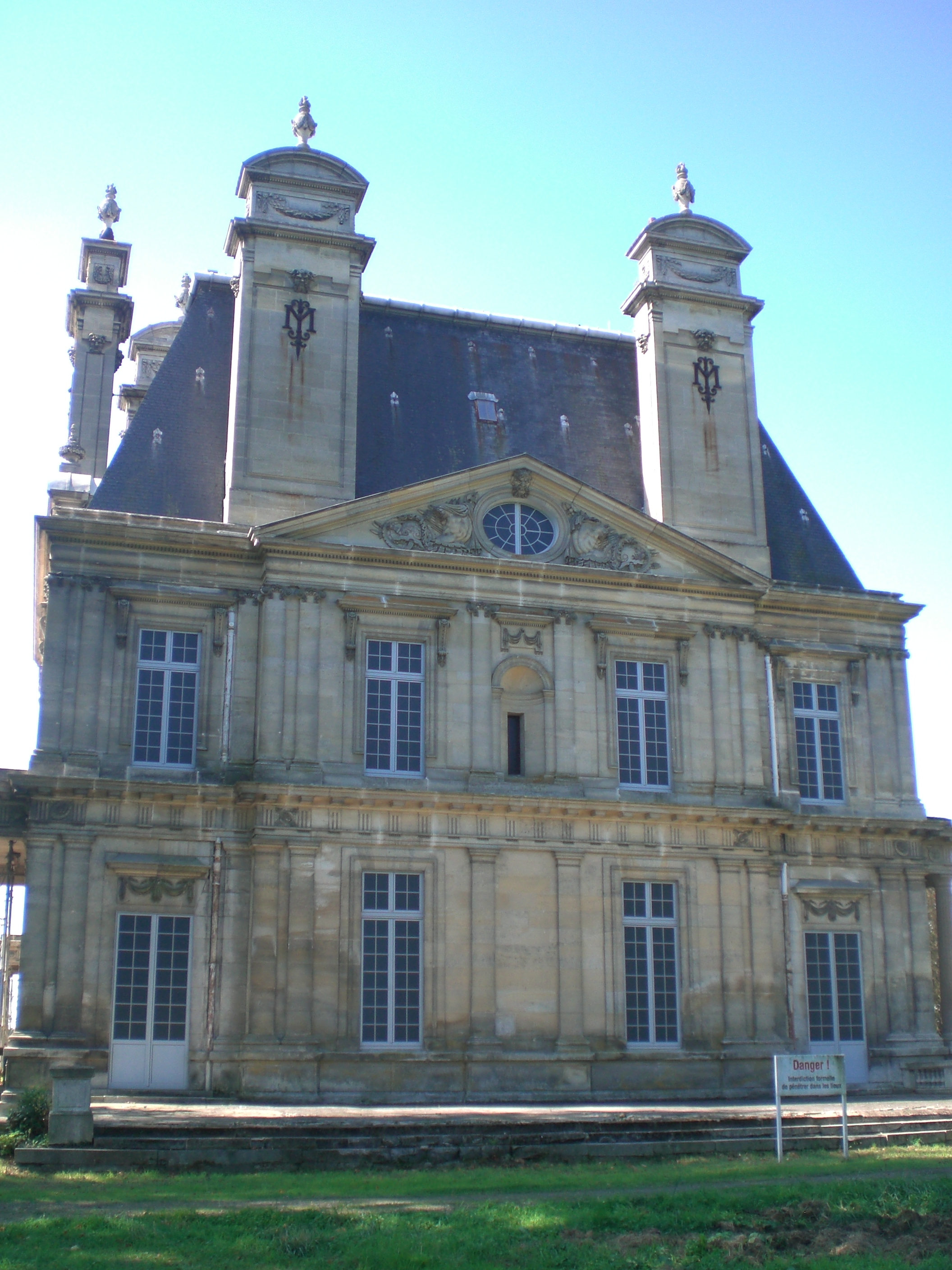
Façade nord-est.
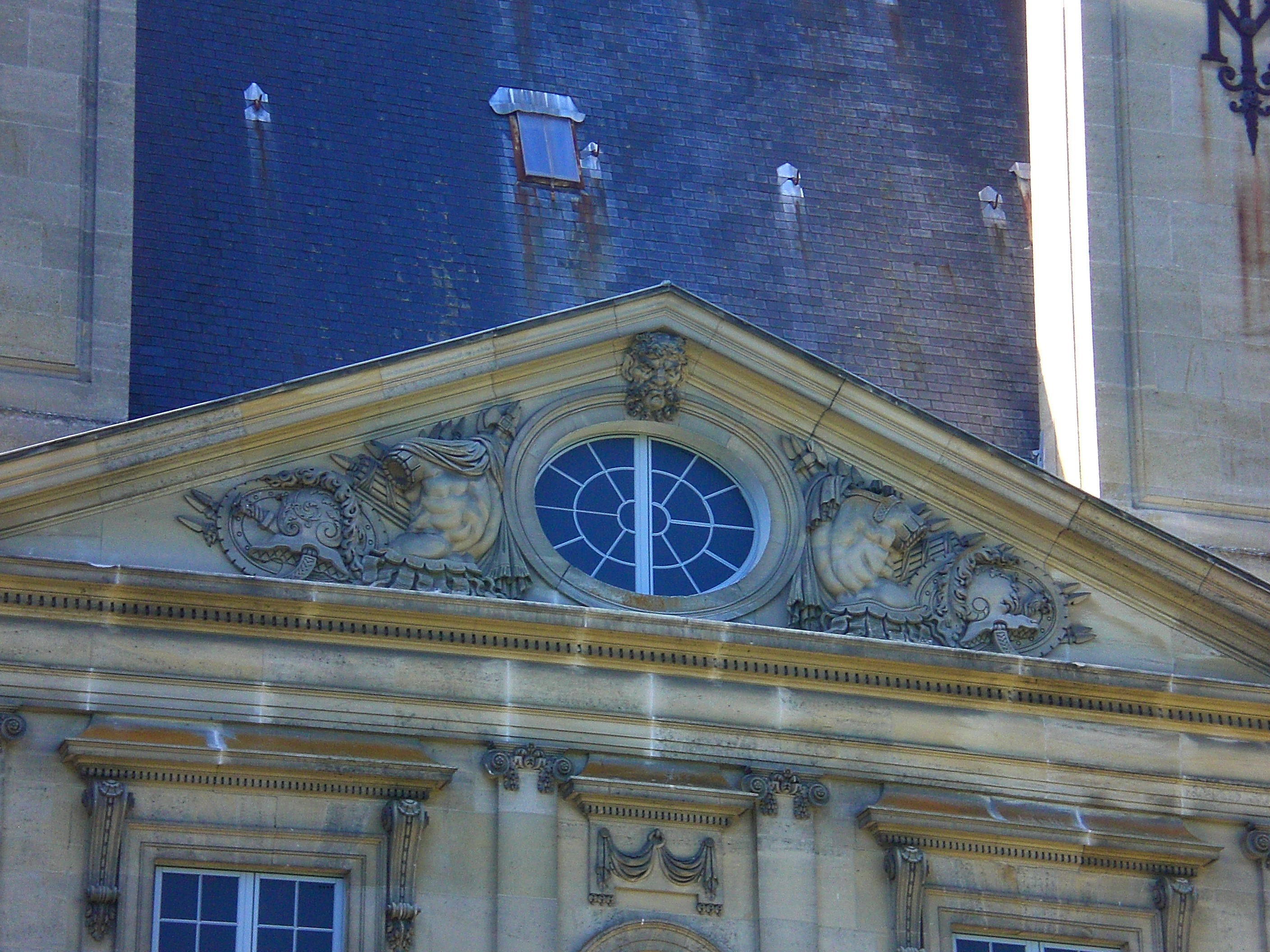
Détail de la façade.
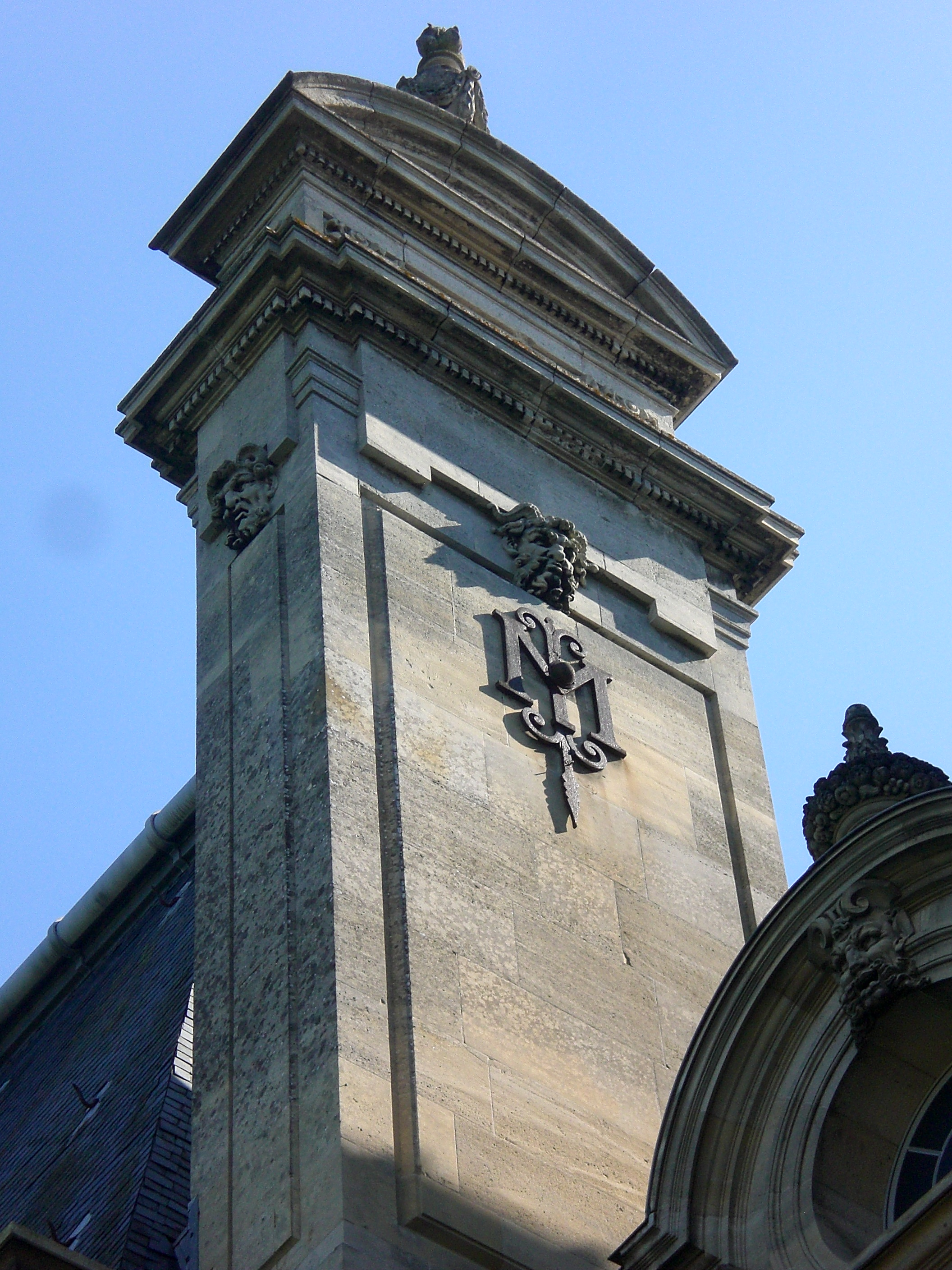
Cheminée avec ancres.
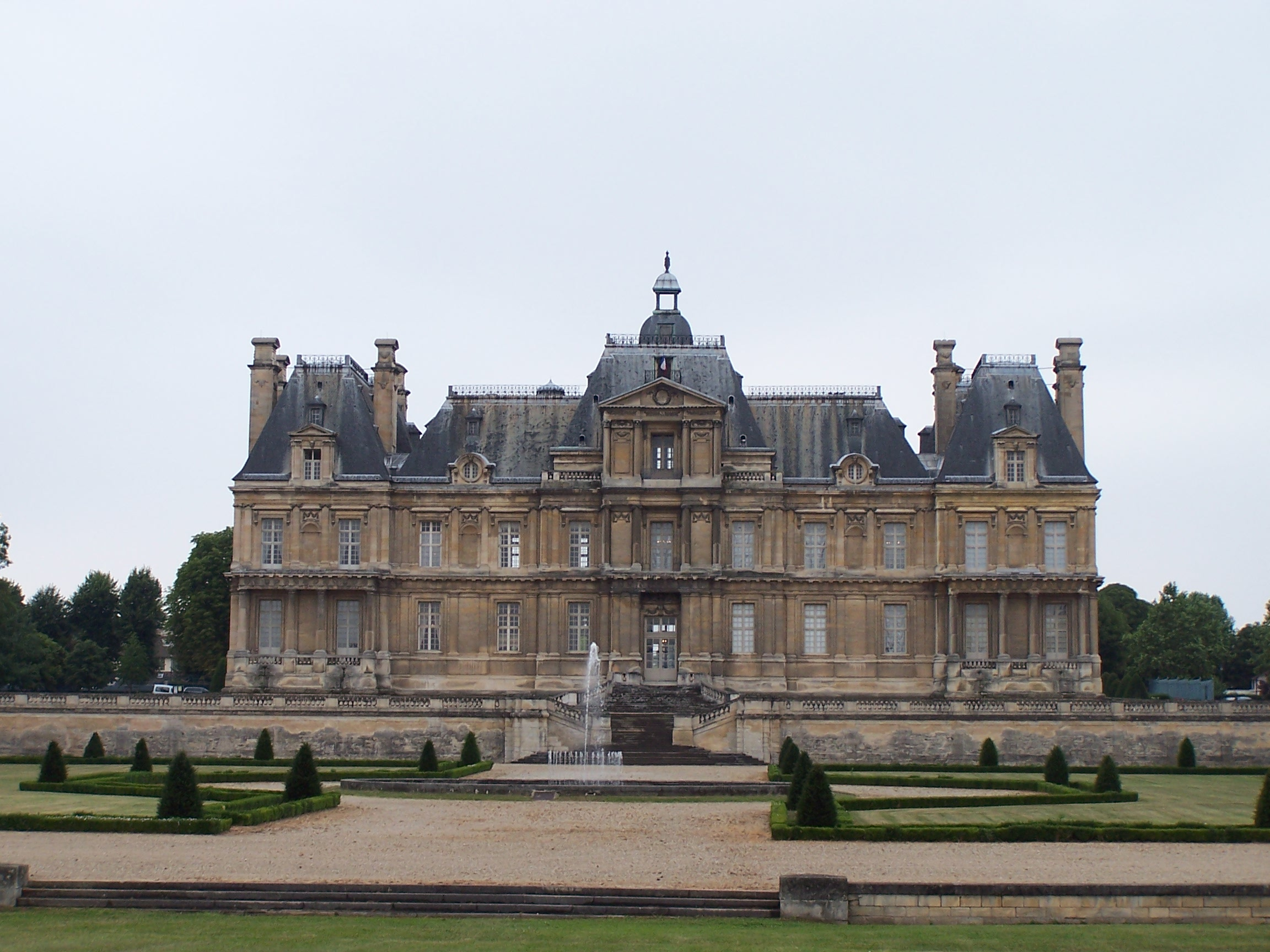
Château de Maisons-Laffitte.

De style très classique, le château de Franconville est une copie du château de Maisons-Laffitte, chef-d'œuvre architectural dû à François Mansart. Construit en pierre de taille de Méry-sur-Oise et Saint-Maximin (Oise), il mesure 59,74 m sur 25,80 m pour une surface habitable au rez-de-chaussée de 1 245 m2. L'élévation s'organise sur un sous-sol et deux niveaux en pierre, ainsi qu'un étage de chambres et un dernier étage de service masqué sous les hauts combles à la française. Le rez-de-chaussée repose sur une terrasse, à laquelle on accède par de larges escaliers au centre des deux façades principales, et sur toute la largeur des façades latérales. Le château se compose d'un corps de logis principal de sept travées, les trois du centre formant un avant-corps, légèrement saillant côté cour d'honneur, et davantage côté jardin (où se trouve le grand escalier) ; il est flanqué de deux pavillons d'angle de deux travées chacun, également en saillie sur la façade principale.
Les trois parties disposent de toitures indépendantes, couvertes d'ardoise. Sur celle du corps principal se greffe une toiture perpendiculaire, plus élevée, qui recouvre les deux avant-corps centraux. L'attique ne comprend qu'une grande fenêtre ; les murs à gauche et à droite sont cantonnés de pilastres (au lieu de colonnes à Maisons) ; l'ensemble est surmonté d'un fronton triangulaire brisé, faisant place en son milieu à un bas-relief en fort retrait, aux armes des Massa. Au-dessus, du côté de la cour d'honneur, se trouve une horloge, placée sous un lanternon octogonal de proportions plus harmonieuses que celles de son modèle (ici plus proche de celui de l'Institut), dont le dôme en amorti supporte un lanternon plus petit, présentant à son sommet une statuette. L'éclairage des pièces de cet étage est principalement apporté par des lucarnes percées d'oculi (huit par façade). Ces lucarnes sont richement décorées, tout comme par ailleurs les douze hautes cheminées, qui portent des ancres au chiffre M du duc de Massa. Elles présentent en hauteur des glacis au niveau des faîtages, au-dessus desquels elles se retraitent ; la partie terminale, ornée de guirlandes, est coiffée de petits frontons en arc de cercle, sommés chacun d'un pot-à-feu,.
L'ornementation des façades est très abondante, particulièrement la travée centrale des deux façades principales. Toutes les fenêtres, rectangulaires, vitrées à petits bois, sont flanquées de pilastres qui marquent les travées ; à chaque angle des pavillons, ainsi qu'aux angles de l'avant-corps médian, ces pilastres sont redoublés. Selon les préceptes de Vitruve, l'ordre dorique règne au rez-de-chaussée et l'ordre ionique à l'étage, tandis que l'ordre corinthien n'existe que sur l'attique de la travée centrale.
C'est au premier étage, caractérisé par l'ordre ionique à volutes, que le décor est le plus riche. Chaque baie est sommée d'une frise de fines cannelures et d'une corniche (ou tablette), qui est supportée de part et d'autre par deux consoles sculptées à la façon d'ailerons. La travée centrale est traitée sur un mode triomphal : l'unique fenêtre est flanquée par quatre colonnes cannelées, deux de chaque côté, qui supportent des architraves, décorées de frises d'entablement et supportant à hauteur du toit quatre pot-à-feu élancés, tranchant sur l'attique. Un cartouche décoré d'une guirlande est placé au-dessus de la fenêtre. Enfin, les pavillons terminaux présentent des niches aménagées dans le trumeau central, qui correspond à l'emplacement des cheminées.
Au rez-de-chaussée, toutes les ouvertures sont un peu plus élevées qu'à l'étage. La travée médiane ne présente que des pilastres lisses sur deux massif en forte saillie qui encadrent l'entrée, plus basse et plus large que les autres baies. Par contre, les deux pavillons latéraux sont précédés de péristyles côté cour et côté jardin, reposant chacun sur quatre colonnes doriques cannelées ; ils abritent des portes-fenêtres. Comme son modèle à Maisons, l'unité de ce niveau est assurée par un entablement à l'antique qui entoure tout le rez-de-chaussée, au-dessus des fenêtres, en englobant les péristyles ; elle se compose d'une corniche à modillons, soutenue d'une frise répétant un motif de métopes et biglyphes (ordre dorique) ,.
Les élévations latérales du château présentent quatre travées. Les deux du centre, en légère saillie, sont surmontées au niveau des combles par de grands frontons triangulaires, ajourés d'un large œil-de-bœuf et ornés de bas-reliefs aux motifs guerriers, d'une exécution maniériste : cuirasses et casques emplumés (à peine reconnaissables), faisceaux de licteurs, piques et hallebardes. Chacun de ces frontons est encadré par deux hautes souches de cheminée, sans lucarnes de pierre (celui de gauche, au sud-ouest, donnant sur l'orangerie, est surmonté de deux lucarnes en bois, peut-être ajoutées postérieurement). Au premier étage, l'espace central est agrémenté d'une niche cintrée, celle de gauche est percée d'une meurtrière donnant discrètement le jour à un cabinet.
On peut noter une constante dans la disposition des façades du domaine (grand château, petit château, théâtre), c'est l'organisation des ouvertures par paires, et l'absence de ces triplets si fréquents dans l'architecture du grand siècle (à l'exception de l'orangerie).

### Intérieur du château
Le château dispose d'une architecture intérieure remarquable, notamment grâce à un très grand hall, son escalier d’honneur et palier d’étage, un grand escalier en bois à l’angle ouest du hall d’entrée, des cheminées ornementales ainsi que leurs frises et des médaillons.
Au premier étage se trouvent douze chambres avec leurs cabinets de toilette, une salle-de-bains et deux toilettes. Au second étage, se trouvent seize chambres et un fumoir de près de 93 m2, et sous les combles, des chambres pour le personnel, éclairées par de simples vasistas.

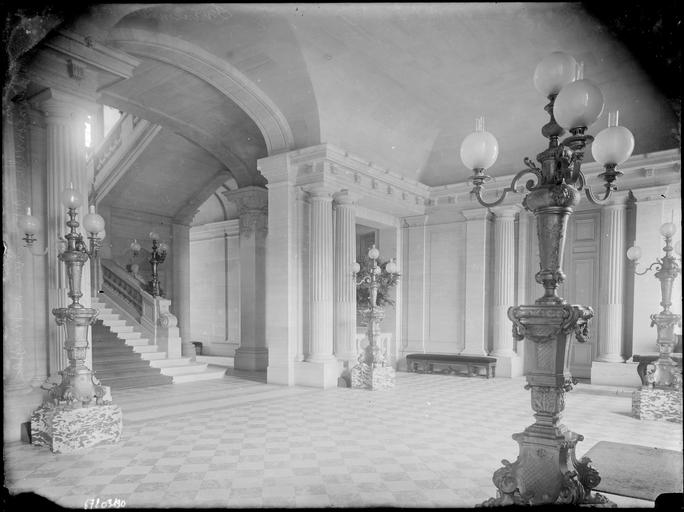
L'entrée et l'escalier.
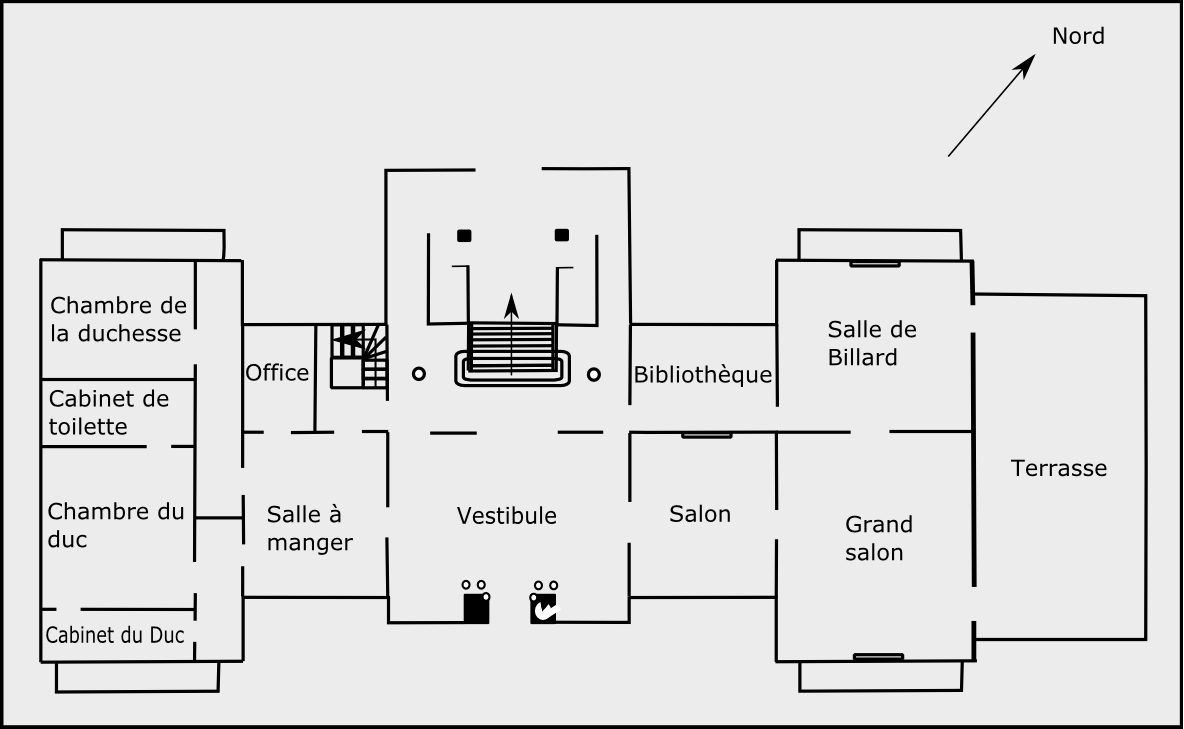
Plan du rez-de-chaussée.
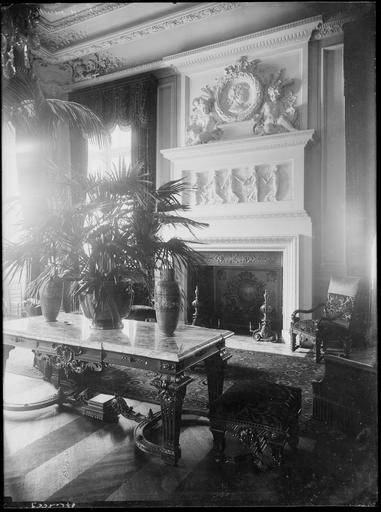
Une cheminée ornementale.

### Le théâtre
La façade du théâtre mesure 13,60 m. sur 18,30 m. de profondeur. Son architecture de style néoclassique est richement ornėe. Des masques de comédie, des instruments de musique garnissent les entablements : partitions musicales, clarinette, tambourin, etc. Son décor intérieur en bois est directement inspiré par le théâtre de Bordeaux de Victor Louis. La coupole est un trompe-l'œil représentant un ciel. Les écoinçons sont décorés par des lyres et des rinceaux. Les armes du duc de Massa sont représentées sur un lambrequin. Prévu à l'origine pour contenir 144 places, il a été agrandi jusqu'à 528 places (y compris les strapontins et balcons) pour les besoins de l'hôpital, en réduisant la scène. Il est possible d'y accéder par une galerie souterraine depuis le château.

### Parc
Le parc du château aurait été dessiné par Louis-Sulpice Varé (1803-1883, créateur du bois de Boulogne), dont le père, par son mariage, s'était fixé à Saint-Martin ; on n'en a pas trouvé cependant de preuves concrètes. S'étendant à l'origine sur 93 hectares (contre 42 en 2022), il a abrité jusqu'à quarante serres et une centaine d'espèces d’arbres différentes que l’on peut encore admirer. Plusieurs arbres sont classés au patrimoine environnemental.
Les deux pavillons d'entrée, avec leurs portiques aux colonnes massives de chaque côté, sont assez lourds. Ils abritaient les logements du concierge et du régisseur.
Tout au contraire, le petit château, à gauche en entrant, est un charmant pavillon de style classique, coiffé à la mansart par une élégante toiture dotée d'un amorti. On y retrouve tous les éléments décoratifs du rez-de-chaussée du grand château, avec ses colonnes et sa frise doriques, ses hautes cheminées et une lucarne à fronton triangulaire, rappelant celles de Maisons, de pur style Louis XIII.
La fontaine murale, à côté du petit château, a été réalisée par Hippolyte Destailleur (ce serait d'ailleurs la seule création complète qui peut lui être attribuée sur le domaine). C'est une gigantesque niche voûtée en cul-de-four, surmontée d'une corniche en hémicycle et de pots à feu. L'intérieur est entièrement sculpté de petites concrétions (ou congélations), et les pilastres latéraux présentent une alternance de lits en retrait et en saillie, ceux-ci également traités en concrétions.
La "rotonde", à droite, est une colonnade circulaire qui présente huit arcades cintrées reposant sur autant de piliers carrés, encadrés chacun par trois colonnes rondes de style ionique ; six arcades abritent de grandes vasques circulaires, les deux autres sont des passages. Il s'agit d'une réplique en réduction de celle de Jules Hardouin-Mansart à Versailles avec, au centre, un bassin et la nymphe Flore d'après Antoine Coysevox, sur un socle anciennement décoré de têtes de lions en plomb, crachant de l'eau.
L'orangerie, en contrebas du château, côté gauche (au sud-ouest), présente des arcades à l'imitation de Versailles, et trois plates-bandes au centre, rythmées de colonnes et pilastres. Elle se termine par deux volées d'escaliers montant au château (terrasse des sphinges). Sa hauteur sous plafond atteint 7,20 m, et elle était chauffée par un chauffage central au temps du duc ; le système est encore visible à l'intérieur.
Le jardin de l’orangerie est aussi remarquable, avec sa fontaine à bassin et ses nombreuses statues, dont deux groupes d'enfants « aux coquillages » (copie du château de Versailles) et « le berger flûtiste » (copie du château de Marly). Au-dessus de l'orangerie, les sphinges en marbre blanc, sur un modèle de Louis Lerambert, sont les seules statues en marbre du parc ; elles étaient autrefois chevauchées par des Amours ou putti en bronze, portant arcs et flèches, œuvre de Jacques Sarrazin. Toutes les autres statues sont des répliques en fonte de fer d'œuvres réputées du passé. Les lions qui ornent l'escalier du perron portent la signature : « A.Durenne / Maître de forges / Sommevoire [He Marne] »
De l'autre côté (façade nord-est), une rivière artificielle longeait le château, mais elle a été comblée lors de la construction du sanatorium ; c'est maintenant une terrasse. Elle est encore visible par endroits dans le parc, entourée par des rhododendrons. Il reste également un lac.
L’embarcadère en bois a subsisté encore longtemps, en mauvais état et sans entretien. Le temps en a eu raison et il s'est effondré en février 2011. Ces constructions légères sont peu nombreuses en France, celle-ci est irrémédiablement perdue.

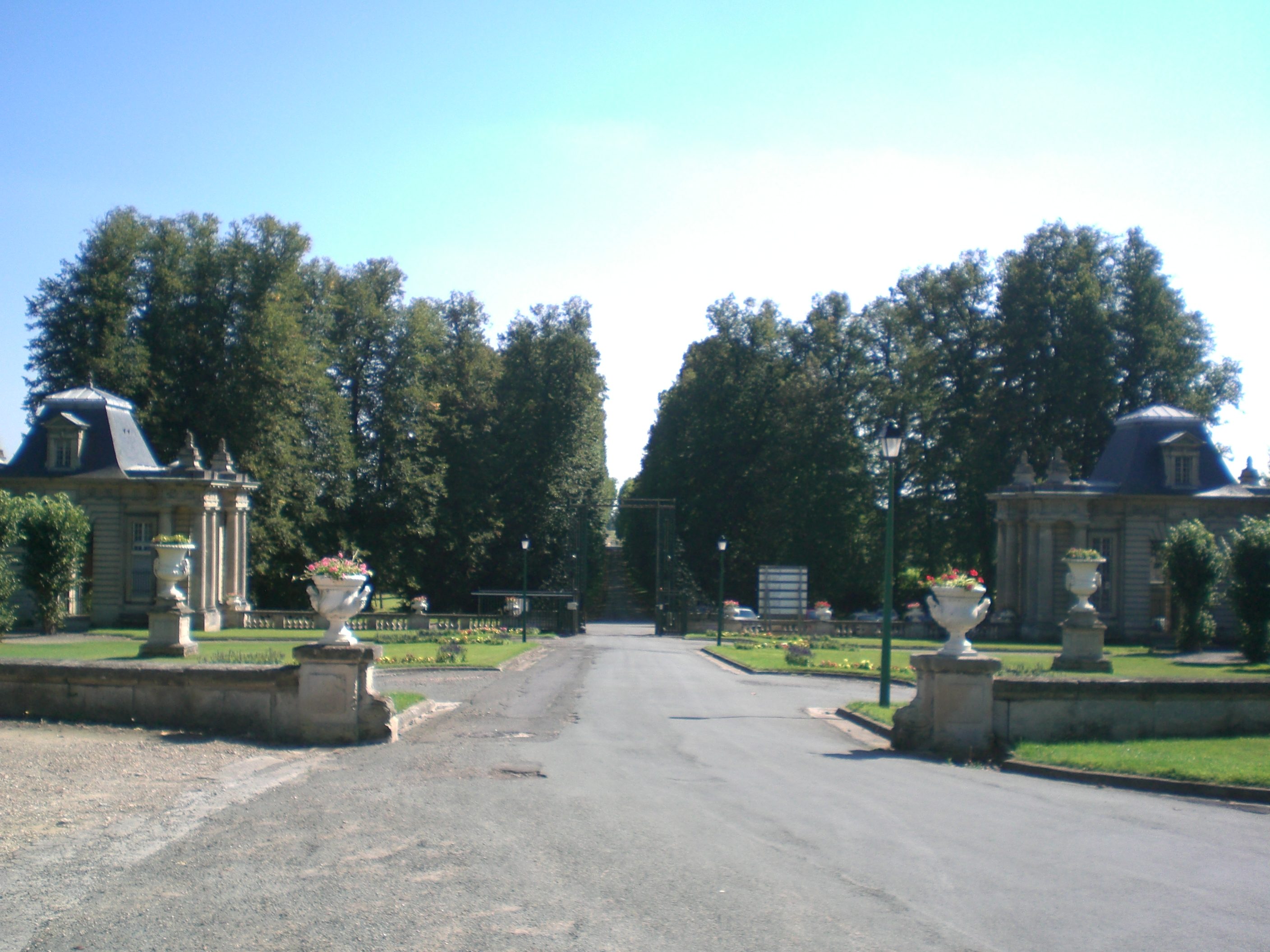
Allée du château.
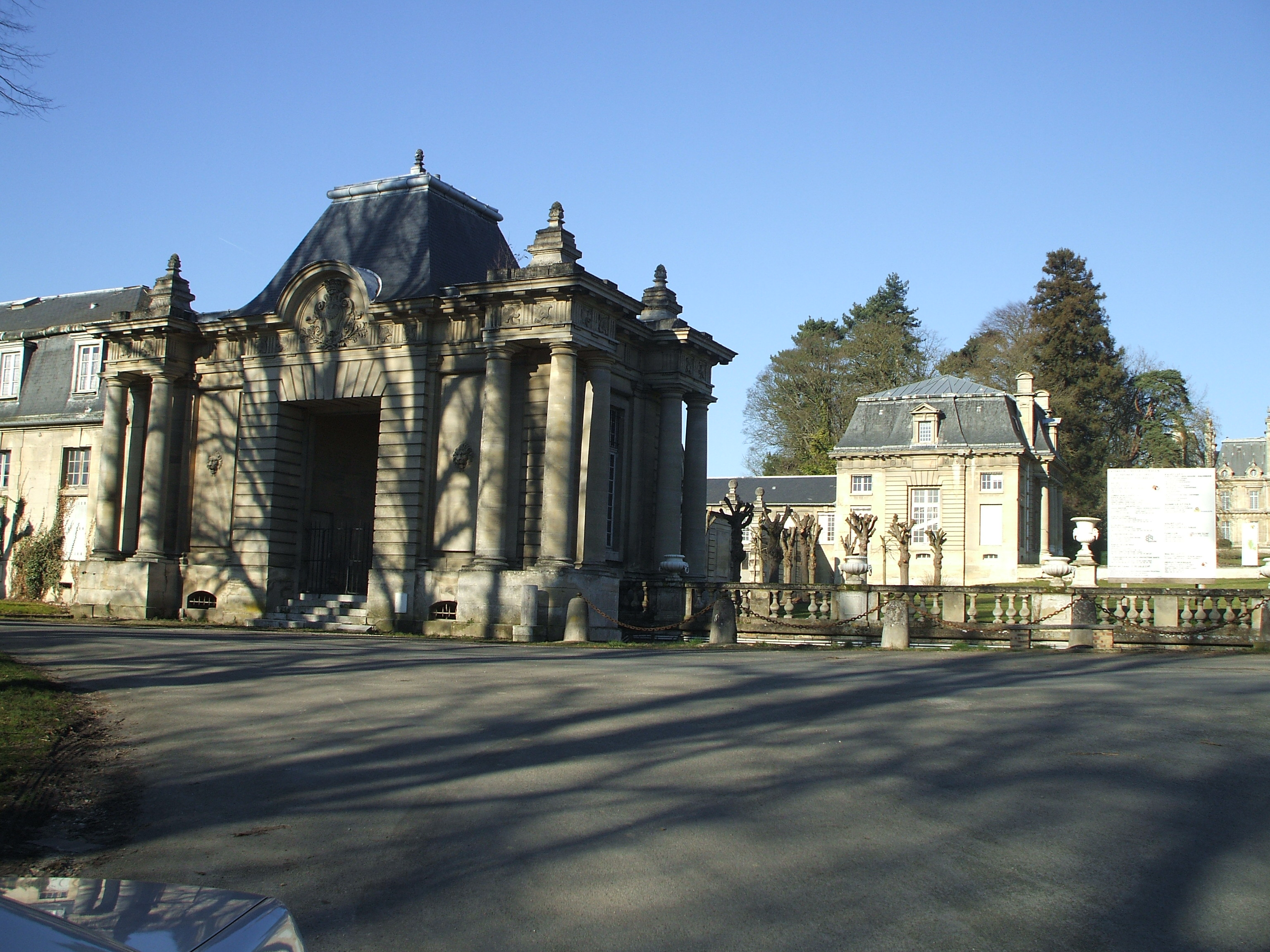
Pavillon d’entrée gauche.
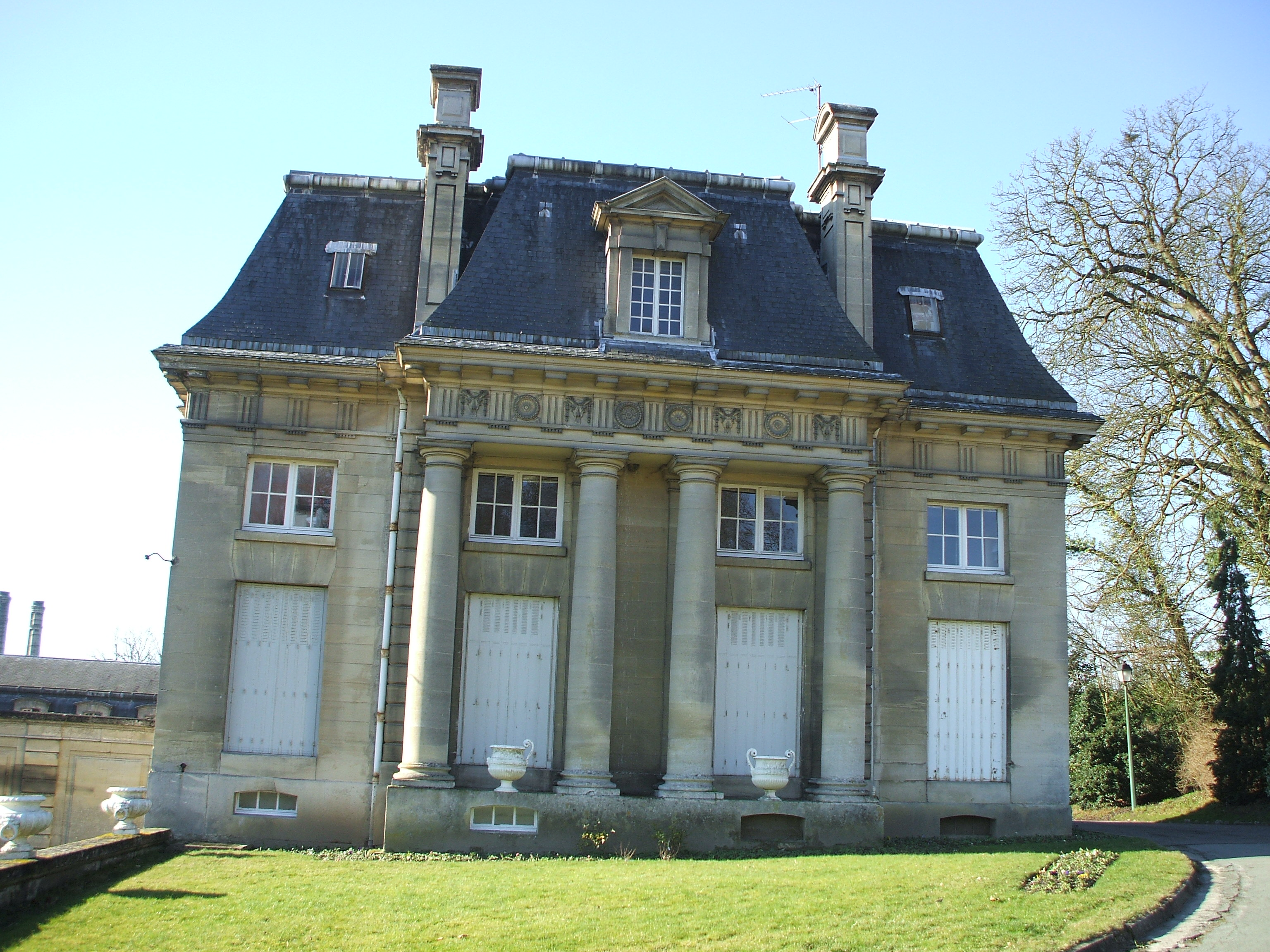
« Petit Château ».
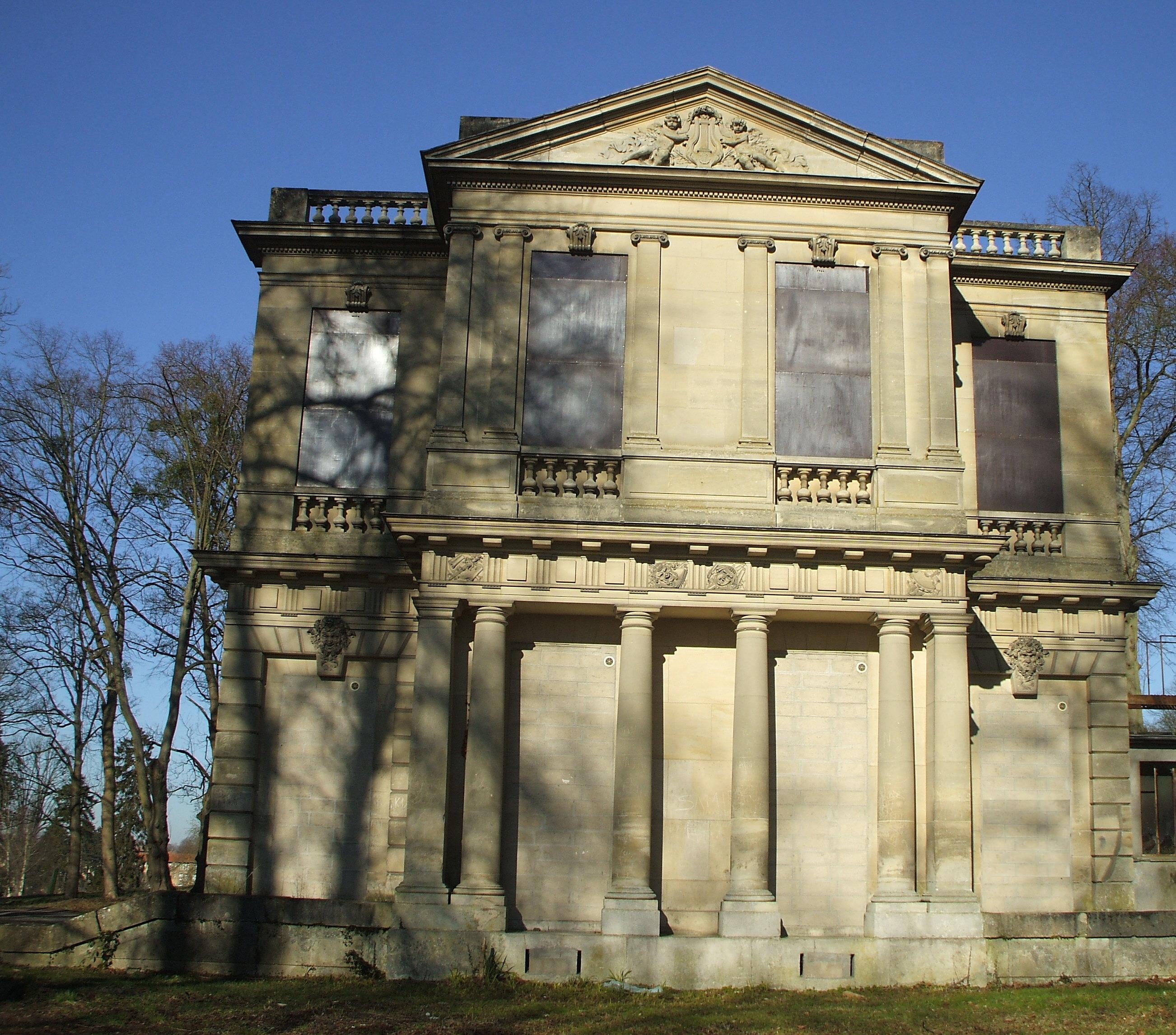
Théâtre.
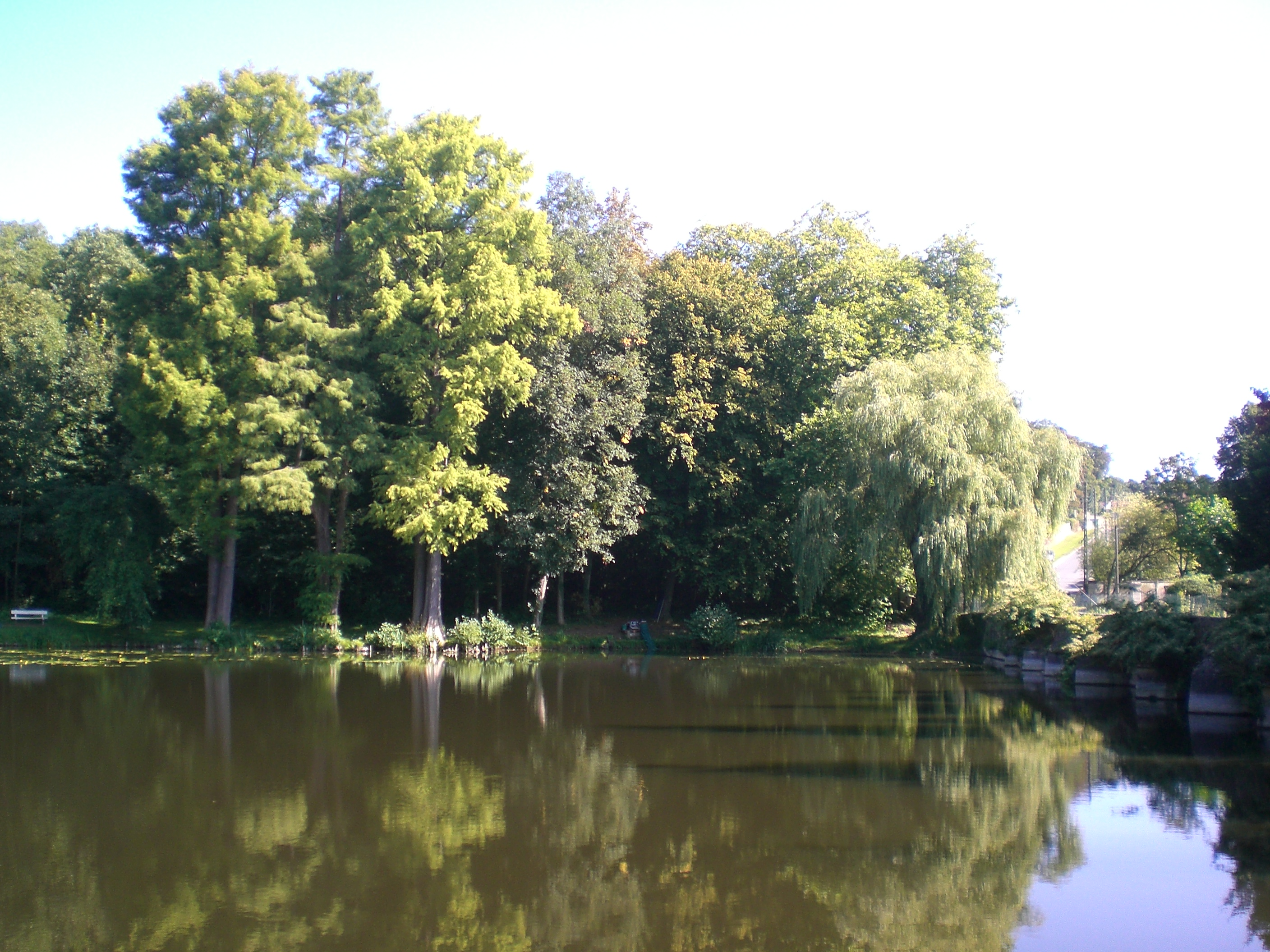
Lac.
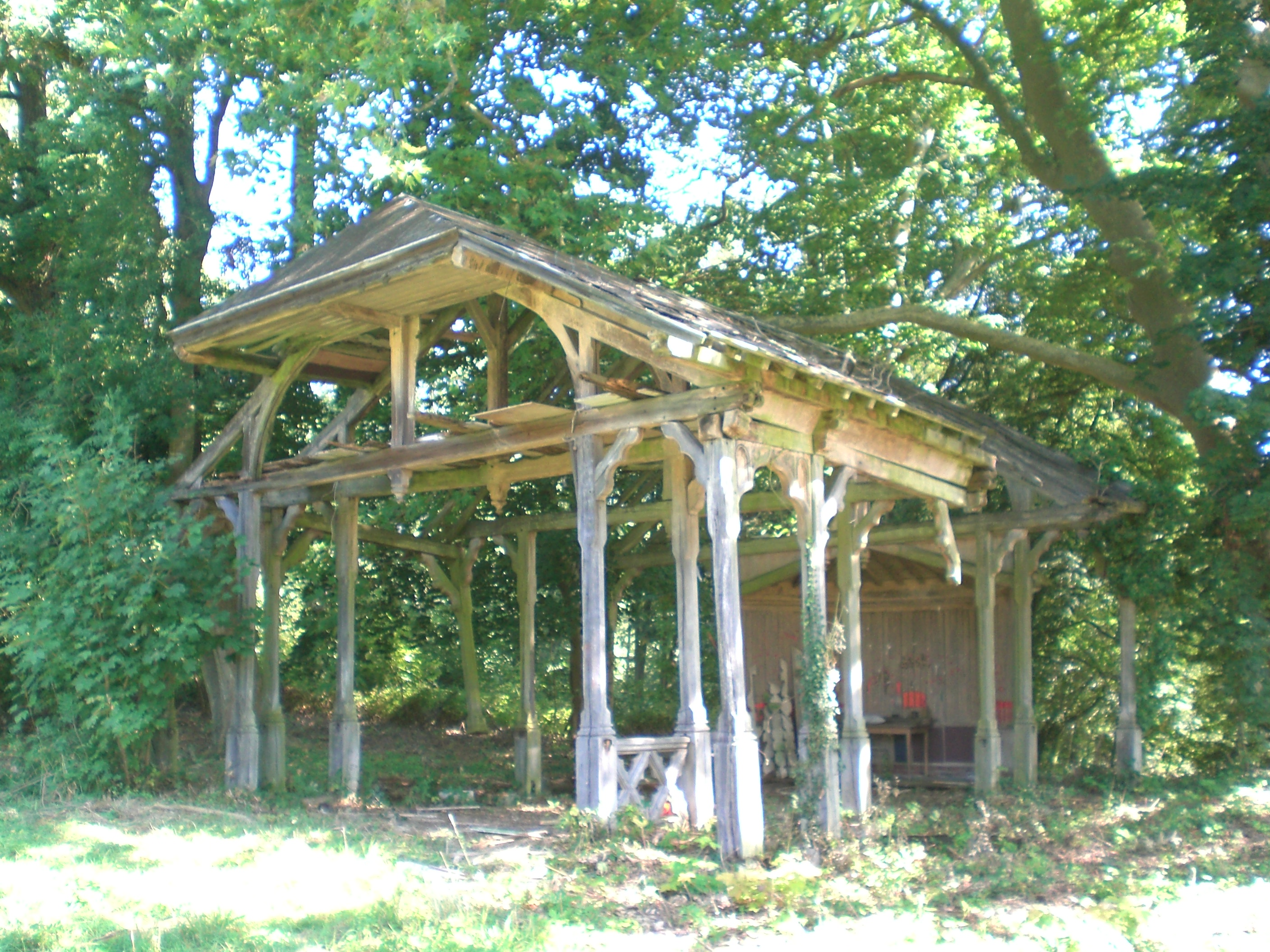
Embarcadère (effondré en 2011).
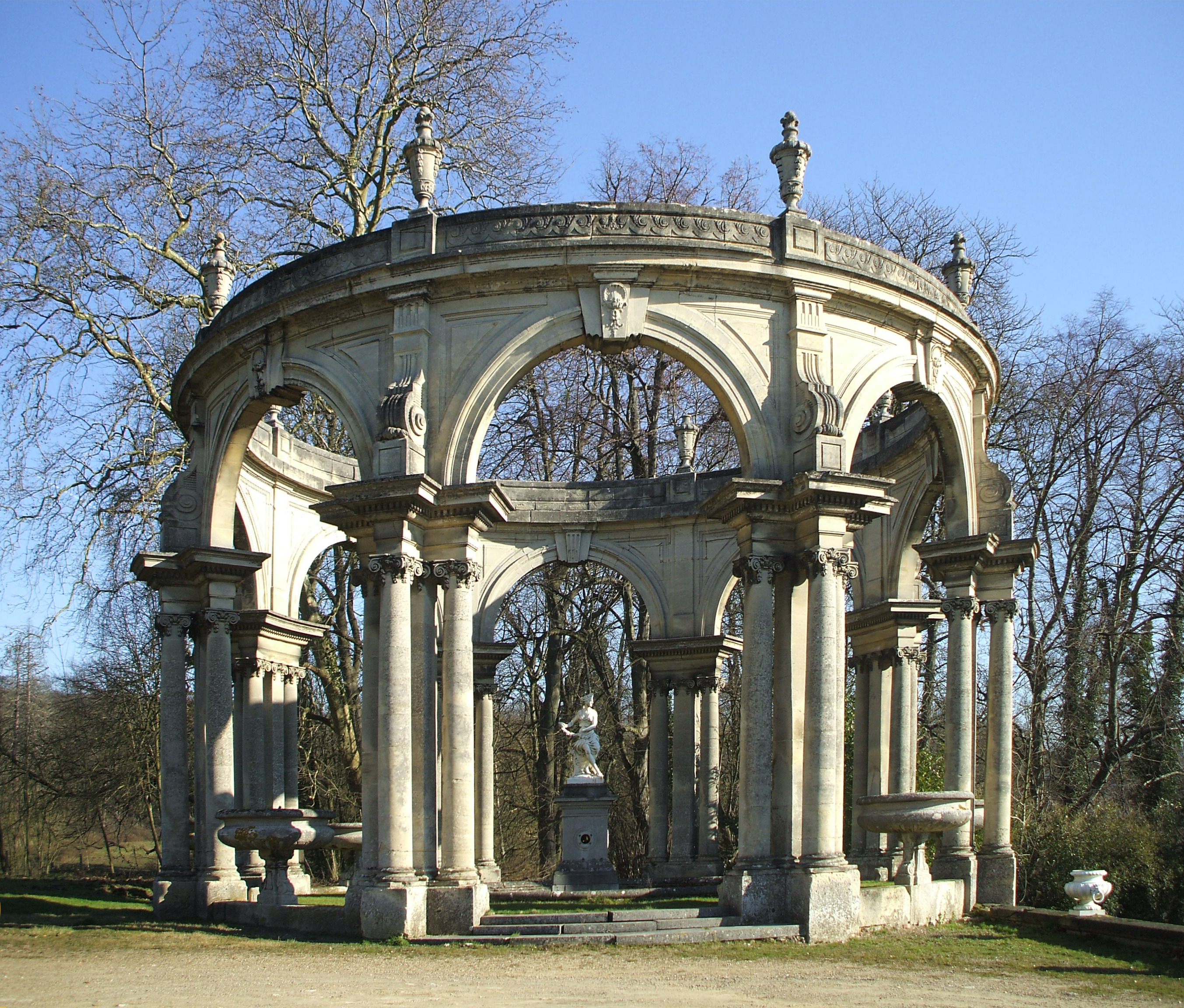
Colonnade inspirée de Versailles.
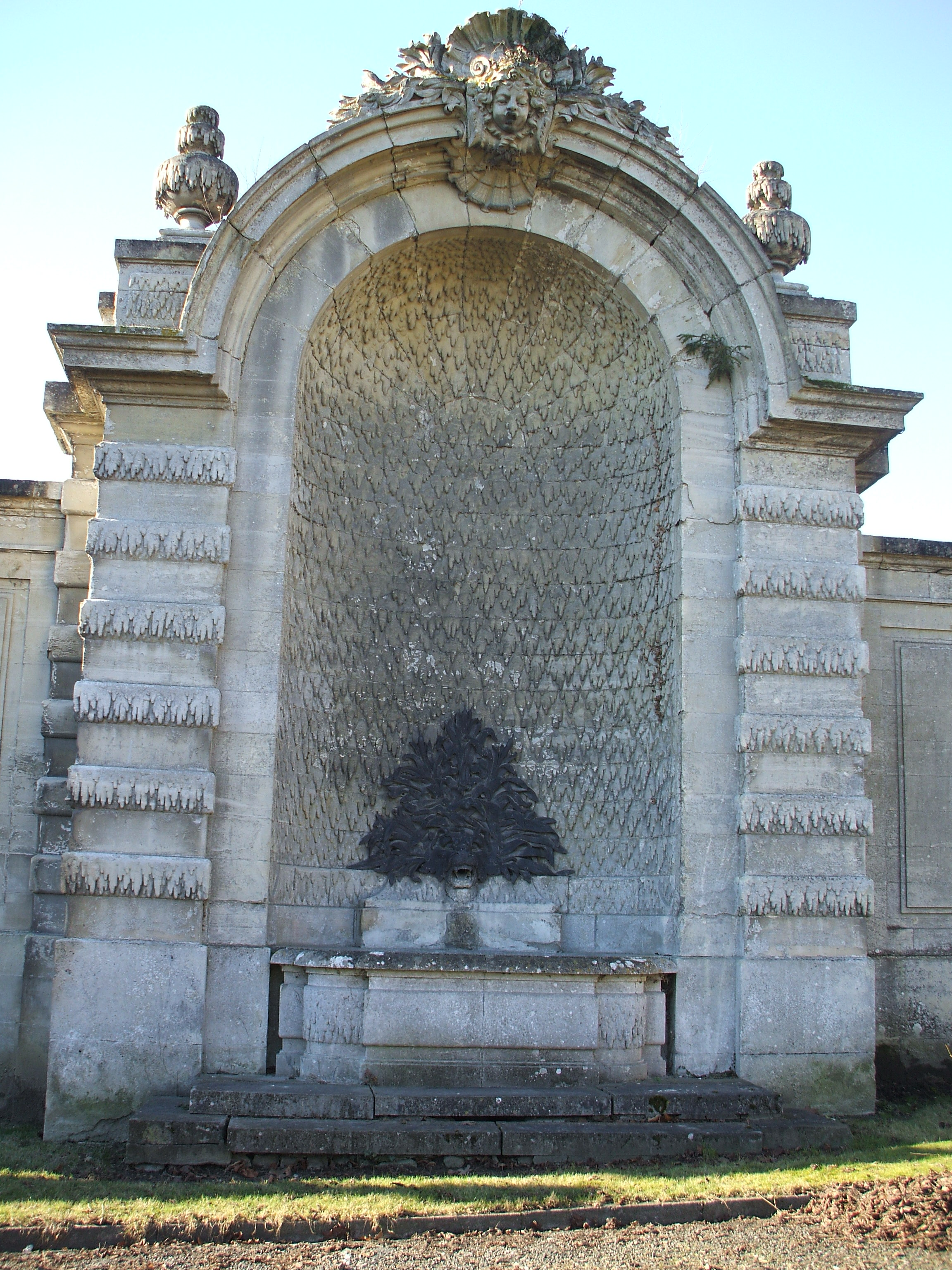
Fontaine.
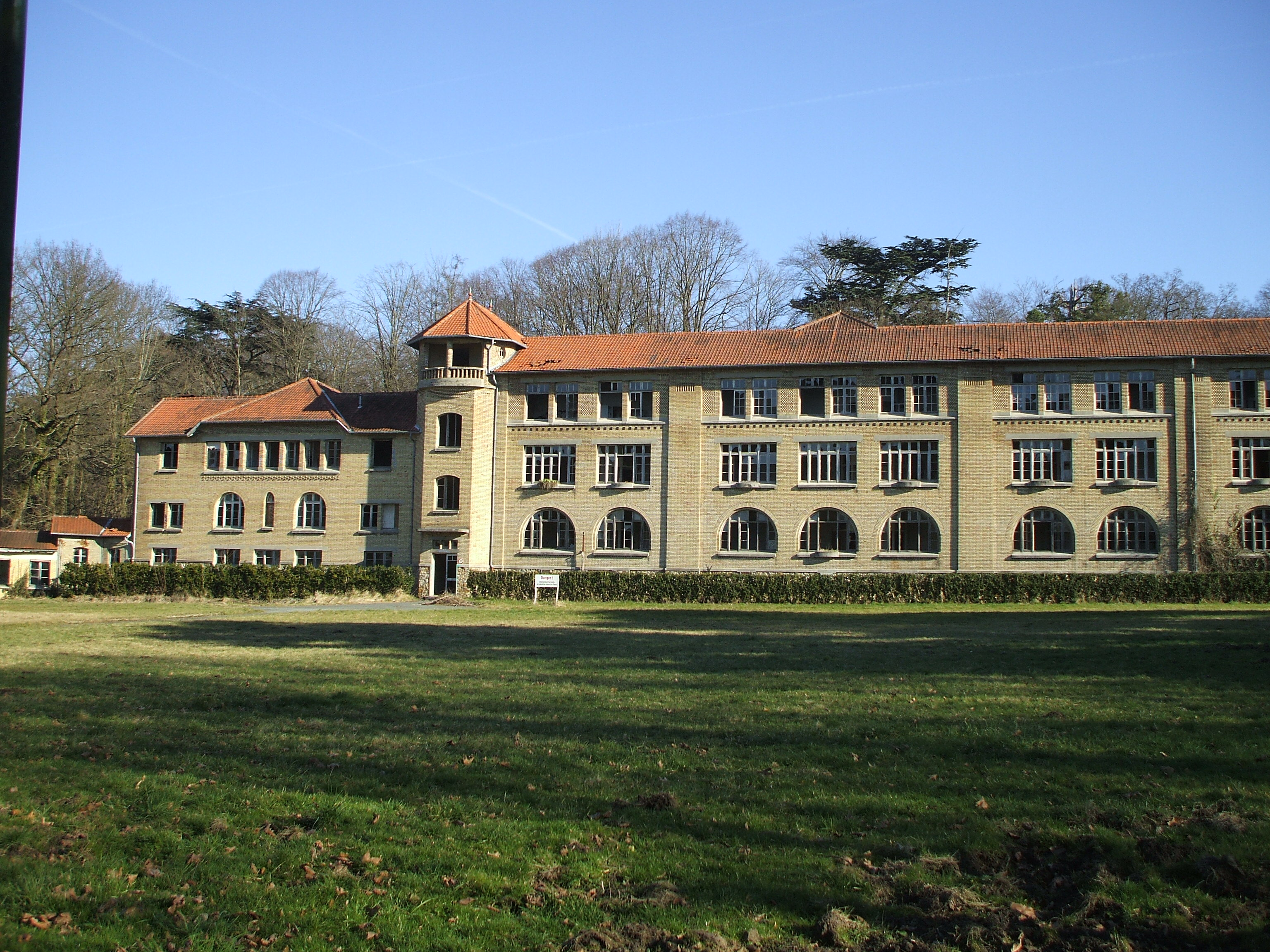
Sanatorium.
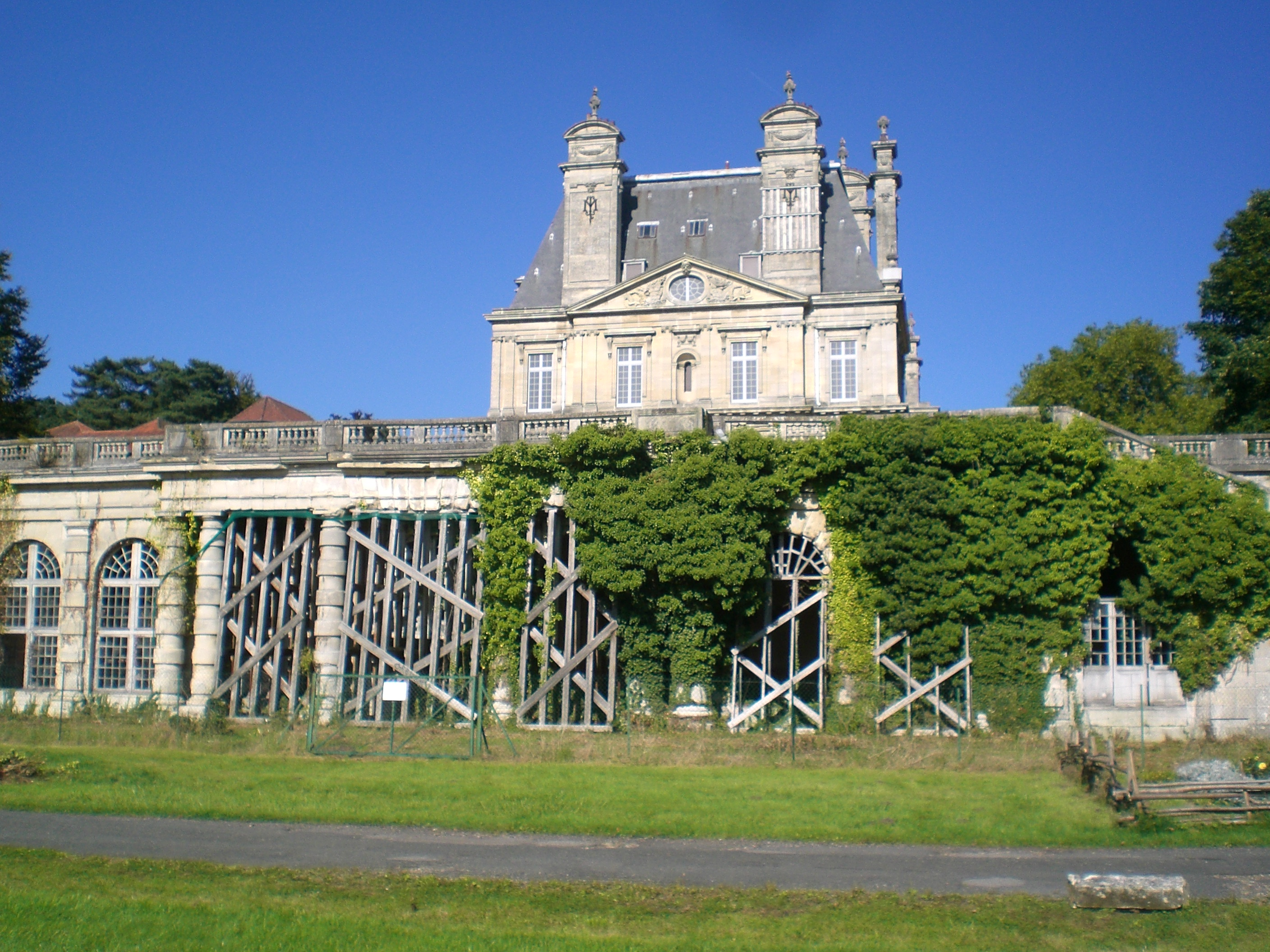
L'orangerie.
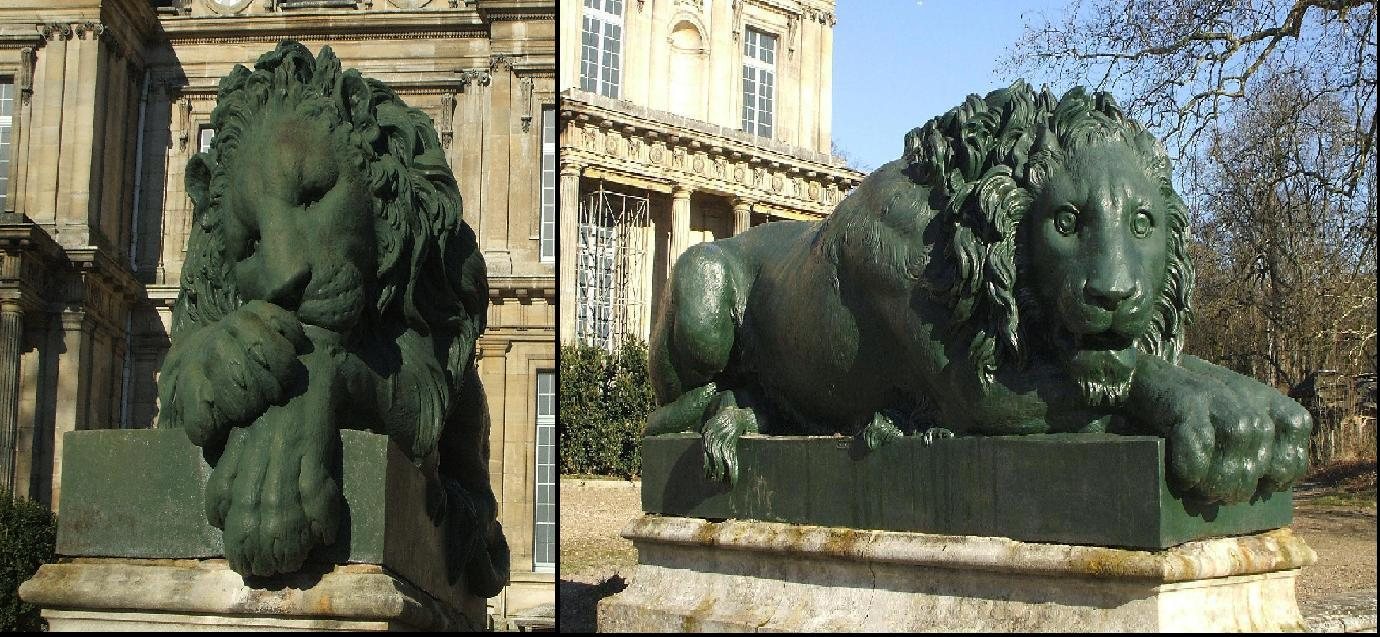
Lions au pied des marches du château.

### La Tour du guet

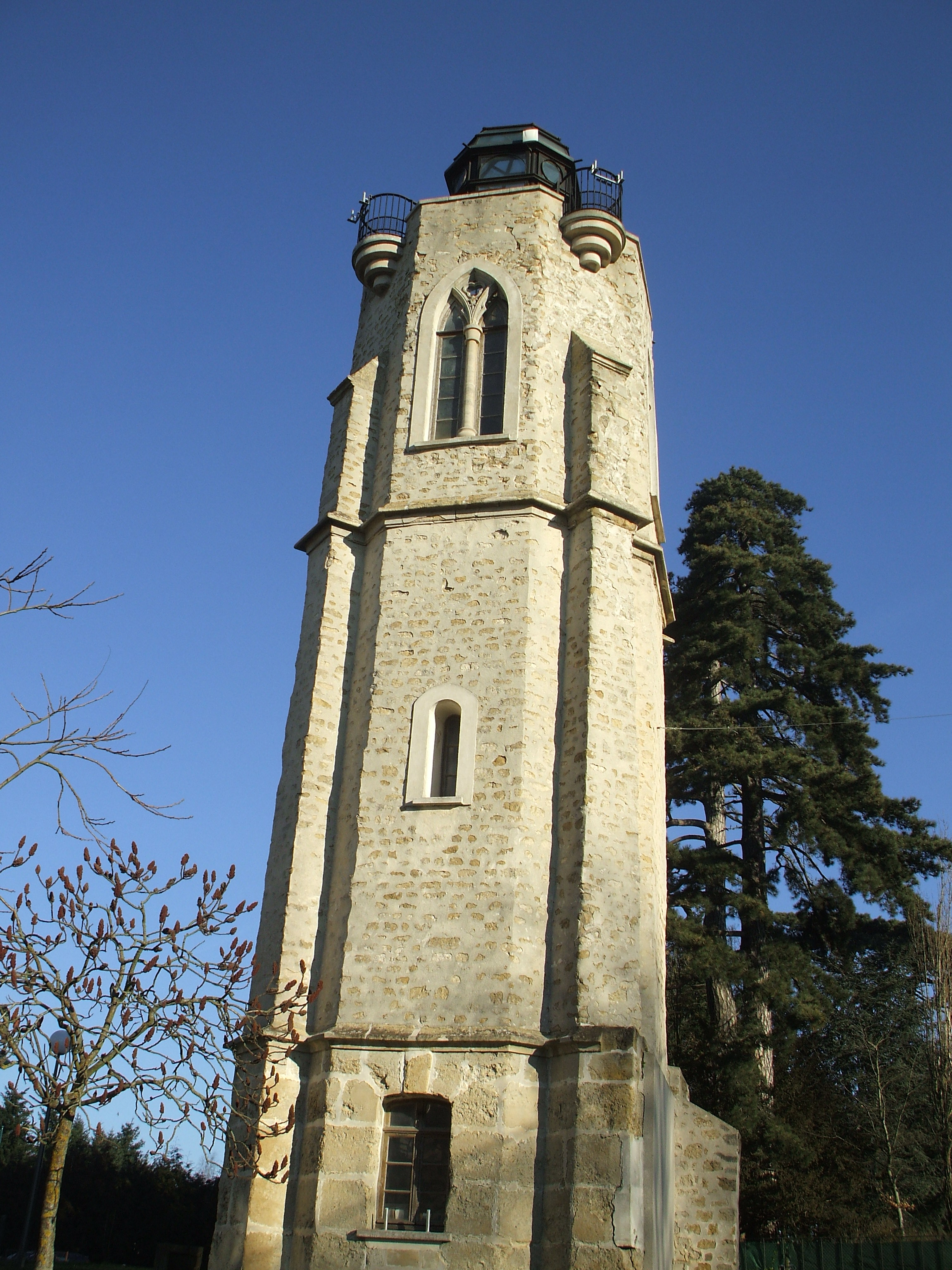
La tour du guet.

La Tour du guet, occupée de nos jours par l'office de tourisme, se situe au carrefour place de Verdun / rue du Lieutenant-Baude / rue Serret, en périphérie du village. De style troubadour, cette tour de 23 m de haut est construite en 1840 par André Jean Leroux, agent de change, pour sa fille Caroline Adélaïde Andréine Leroux, marquise de Massa, pour qu'elle puisse y admirer un panorama à 218 m d’altitude devenant le point culminant du Val-d’Oise. Lors de sa construction, la tour se situe sur le domaine du château de Franconville, mais elle en a été détachée en 1969 lors de la construction des HLM. La tour est ouverte au public le dimanche matin lors de la permanence de l'office de tourisme et sur demande et offre un point de vue incomparable sur la région.
Un musée Chappe y est installé et est ouvert les premiers et derniers mardis du mois de 14 à 17 heures.

## Situation actuelle
Peu à peu, le château a été laissé à l'abandon et vandalisé. Les fenêtres du château et du théâtre ont conséquemment été murées pour éviter plus de détériorations.
Dans le parc, les statues en fonte qui entouraient les bassins ont été volées ou détruites. Certains arbres rares ont été arrachés. Les serres d'origine n'existent plus. L'orangerie est étayée depuis des années et risque de s'effondrer si une restauration n'est pas entreprise rapidement.
En 2007, une politique de restauration a été entreprise pour sauver ce patrimoine. 600 000 euros ont été engagés pour mettre hors d'eau le bâtiment, remise en place des vitres des vasistas, remplacement d'ardoises manquantes sur la toiture ; les arbustes ont été retirés des joints, sauf ceux, trop haut paraît-il, présents sur des cheminées. Des fenêtres et des portes anti-intrusion ont été posées. Les fenêtres que l'on voit sur les photos (prises en 2008) sont des trompe-l'œil.
Les bâtiments appartiennent au centre hospitalier de Carnelle.
Sur le site, à quelques centaines de mètres du château, il existe toujours un hôpital de soins de suite, de long séjour, un établissement pour personnes âgées dépendantes et des logements de fonction dans les anciens communs.
En juin 2014, une partie du domaine comprenant le château, les pavillons d'entrée, le petit château, le théâtre et l'orangerie sont vendus à un consortium russo-luxembourgeois qui vise à y créer un hôtel de luxe, avec restaurant haut de gamme et centre de balnéothérapie dans l'ancien théâtre ; l'ouverture était prévue en 2018. Un autre restaurant grand public de 70 couverts devait ouvrir en 2016 dans les anciens logements à l'entrée de la propriété. Des travaux de sauvegarde et de restauration sont donc réalisés, mais ils s'avèrent colossaux après les malheurs que les bâtiments ont subis. Finalement, le projet est abandonné, et le château remis en vente en septembre 2019.
Après d’importants travaux d’embellissement et de mise aux normes, le château et son domaine sont ouverts à la location pour des cérémonies et événements privés. L'ouverture d'une vingtaine de chambres d'exception est prévue pour 2024.

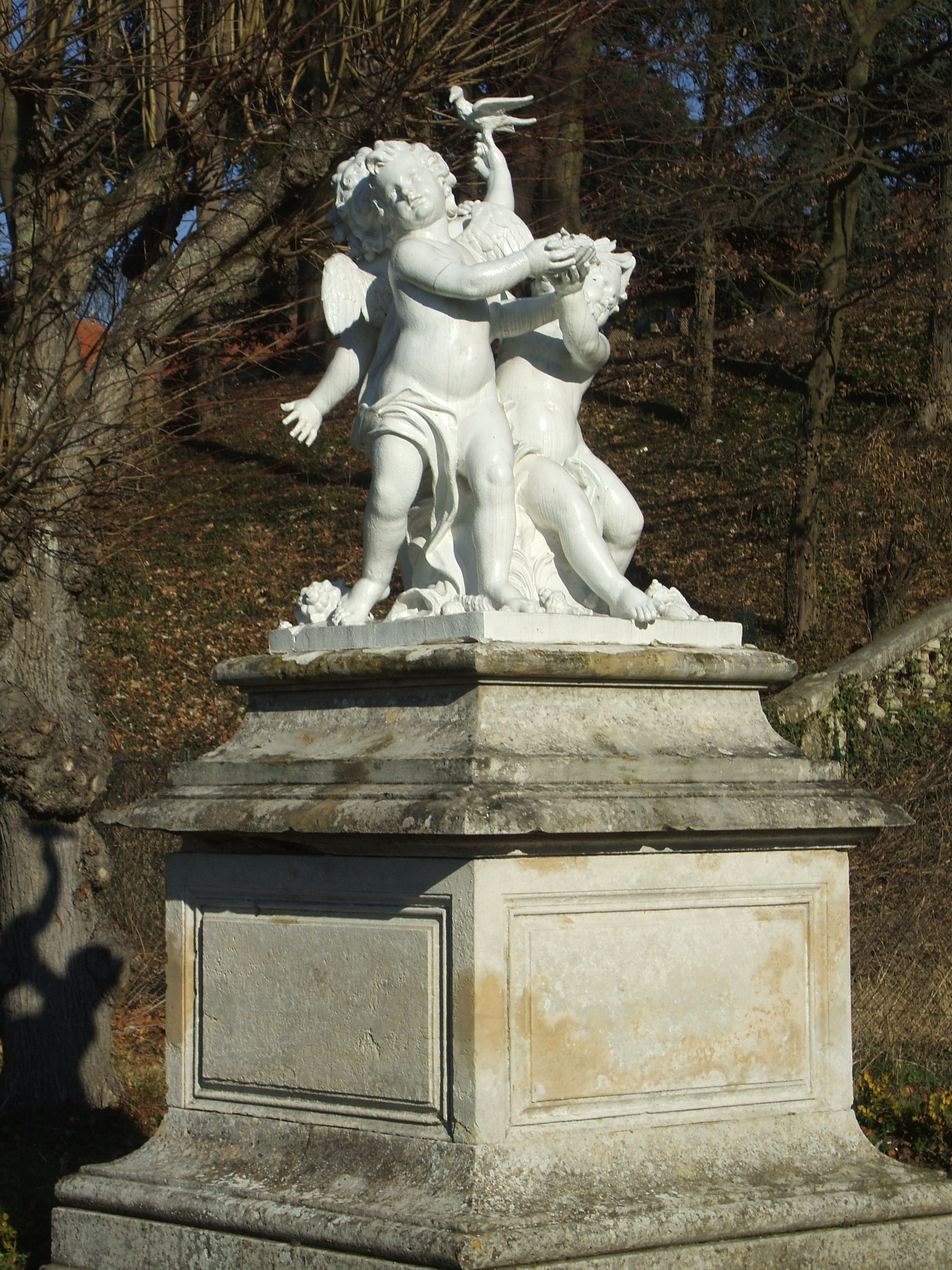
Enfants aux coquillages devant l'orangerie (droite).
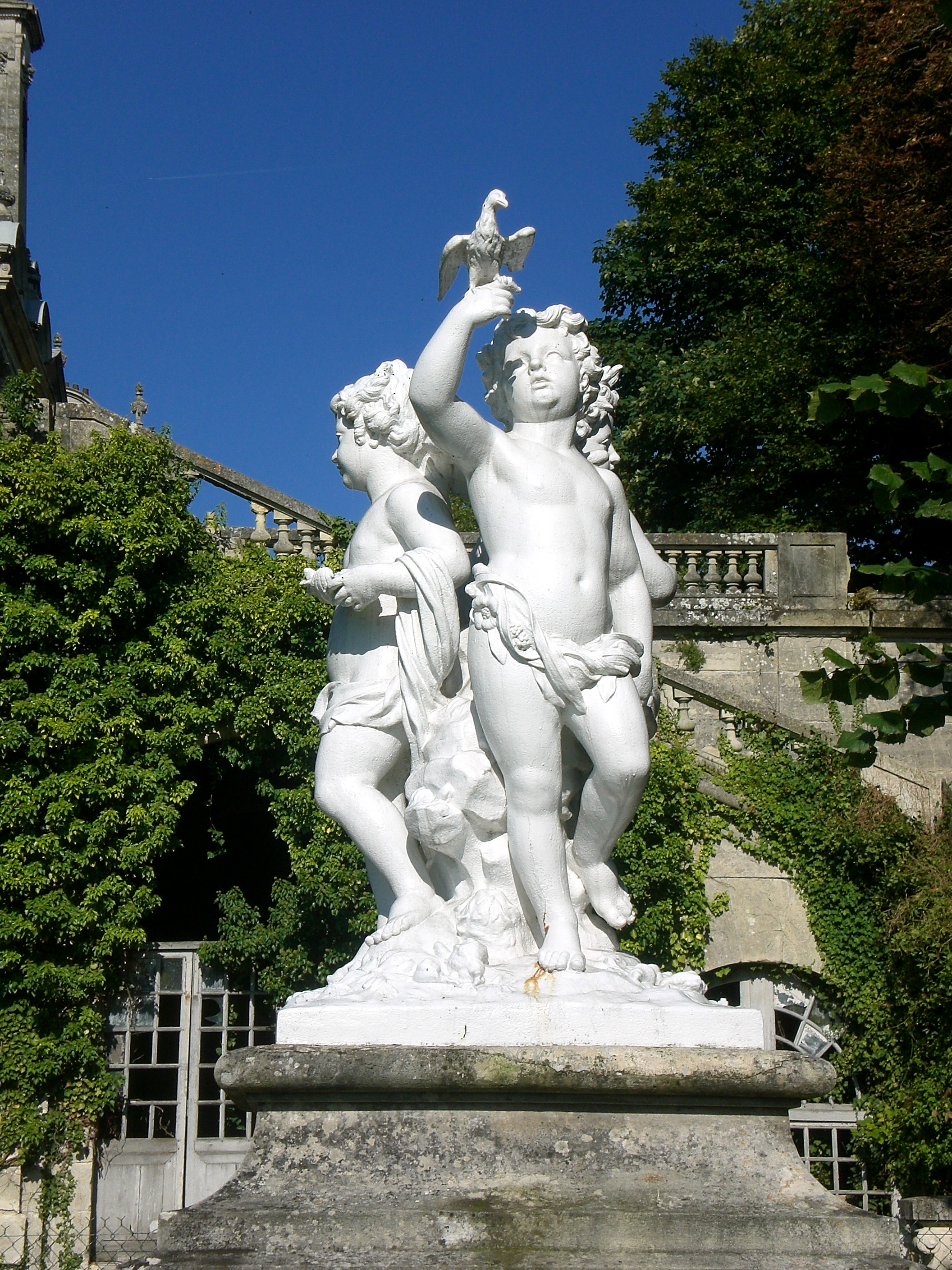
Enfants aux coquillages devant l'orangerie (gauche).
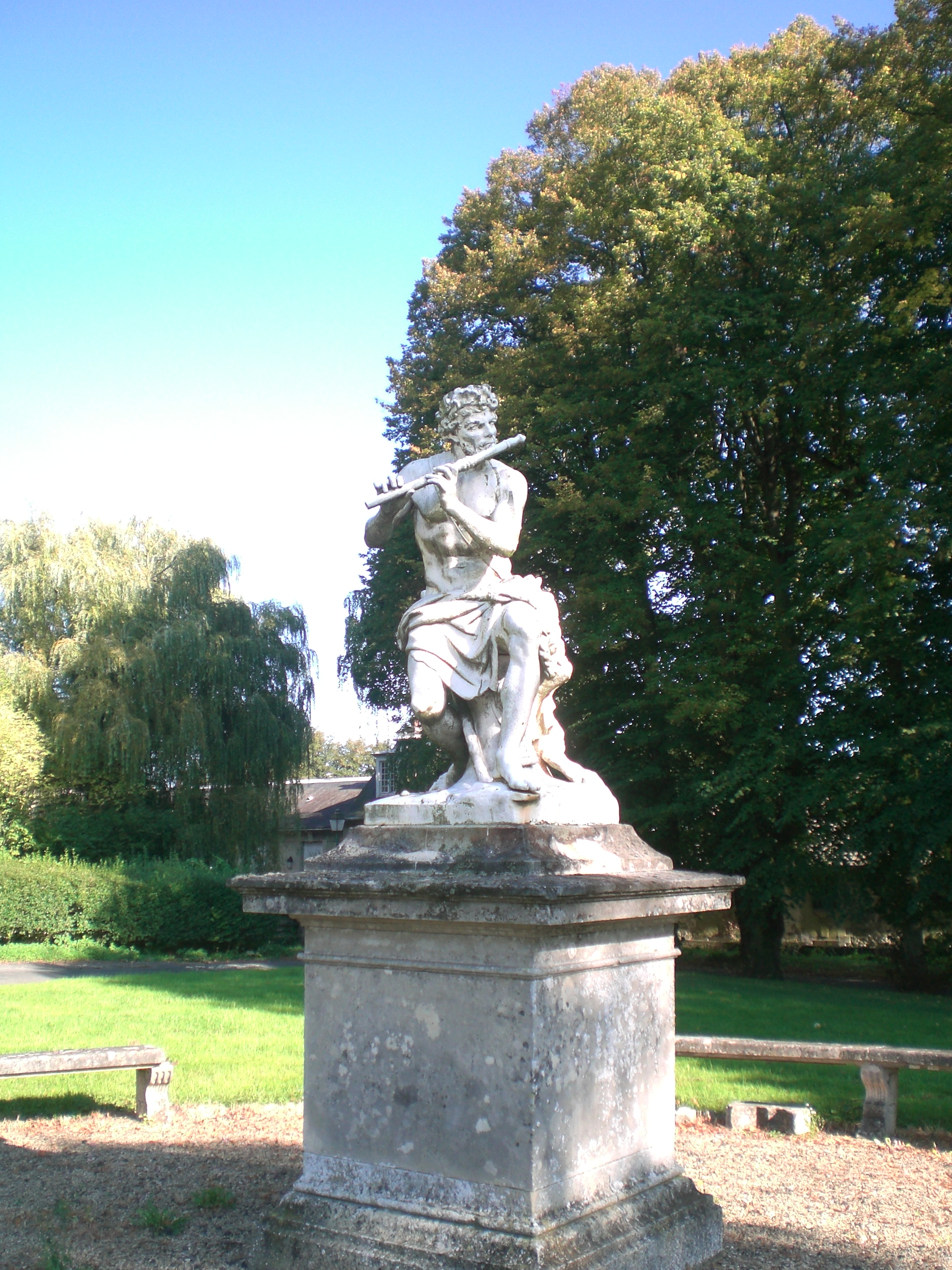
Joueur de flûte.
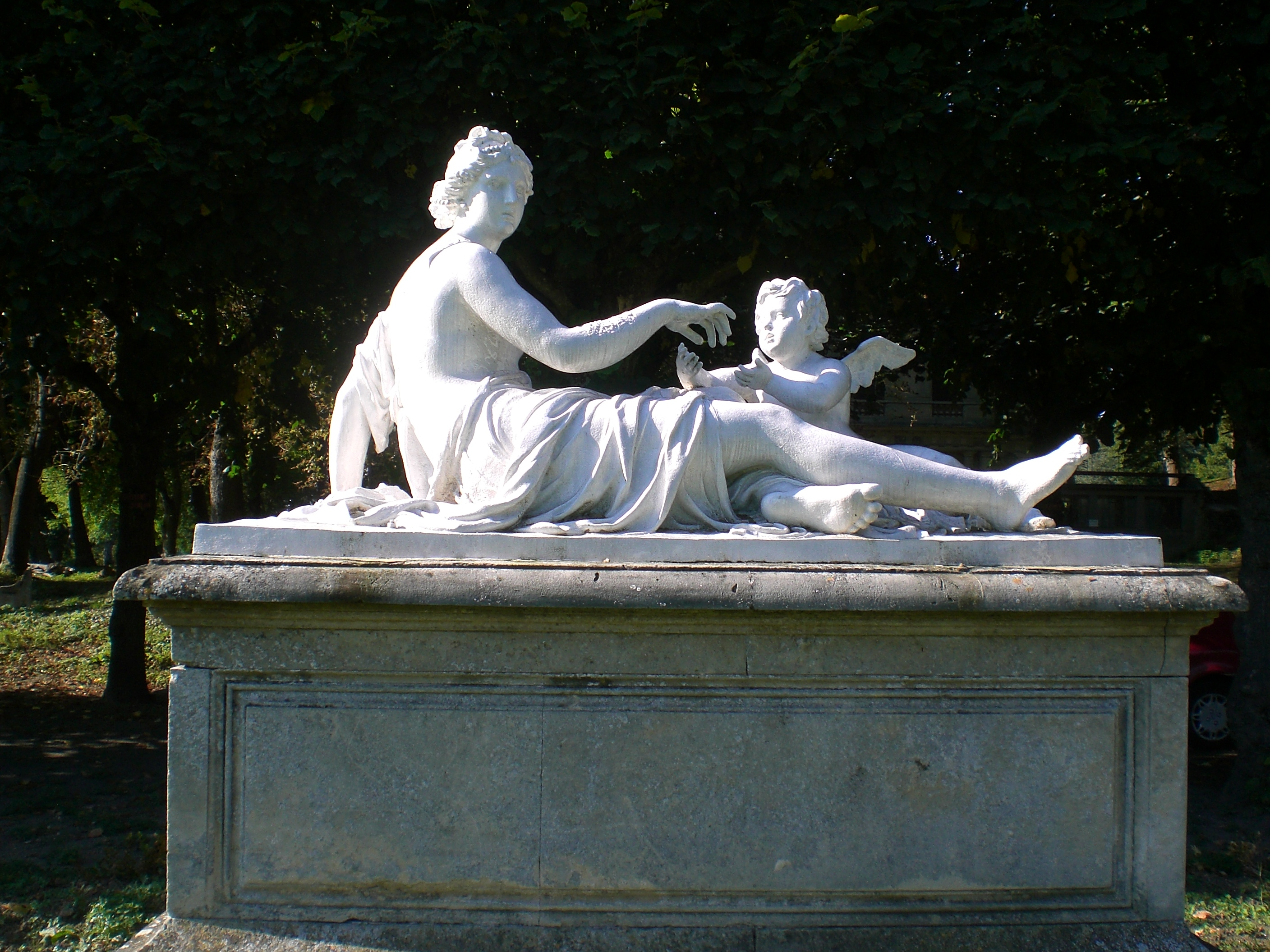
Nymphe devant l’orangerie.

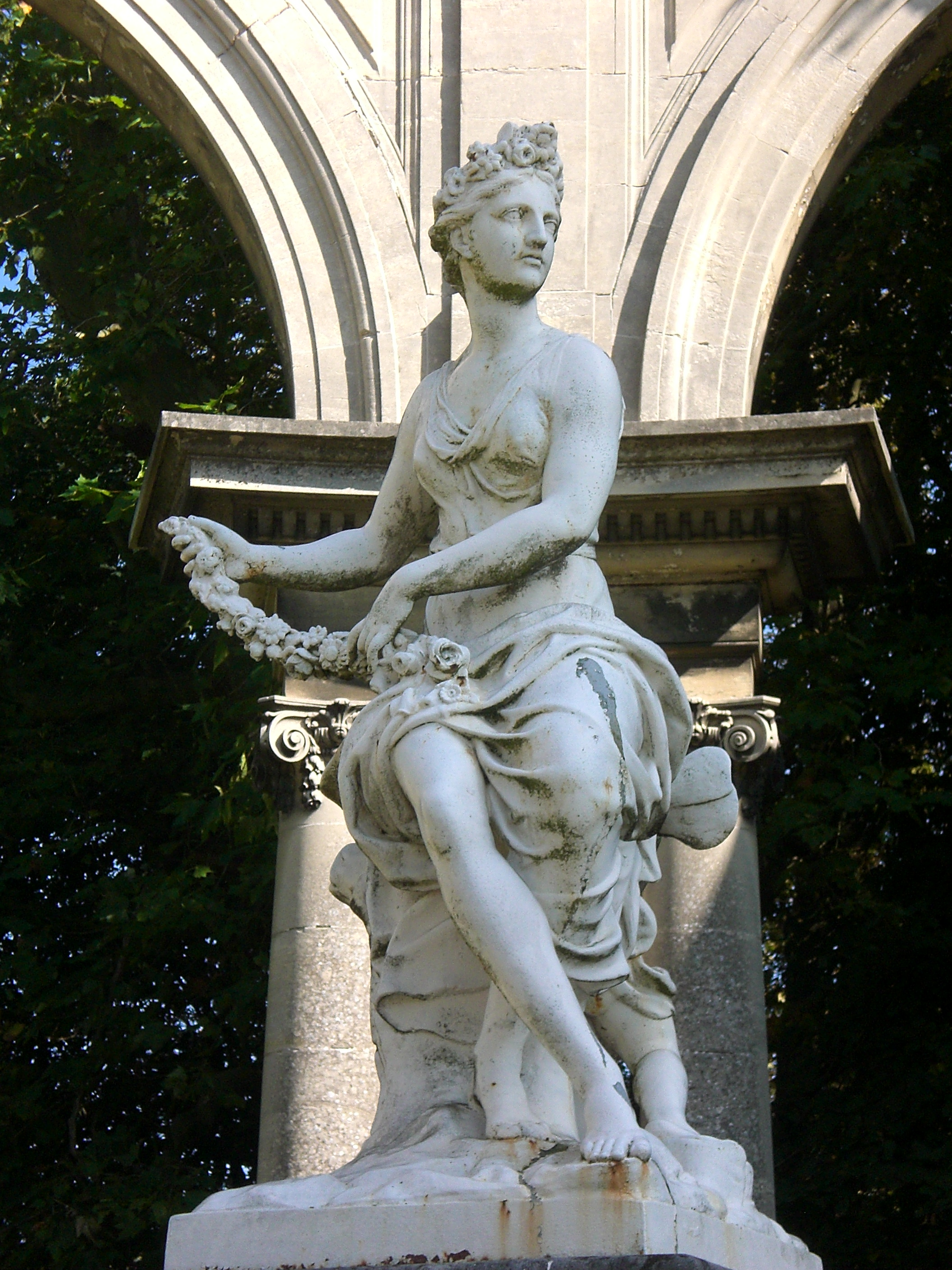
Flore à la rotonde.
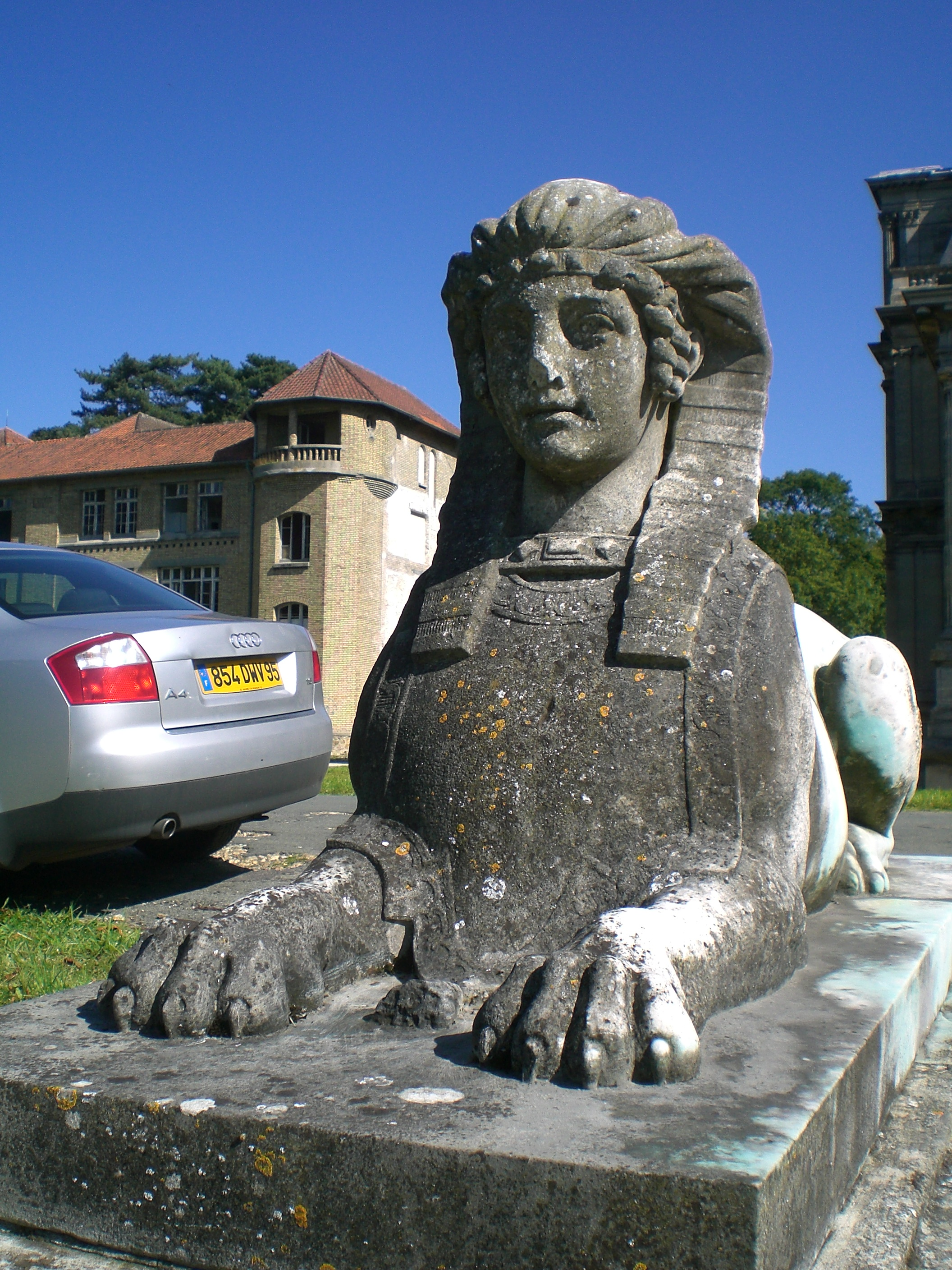
Sphinge de marbre.
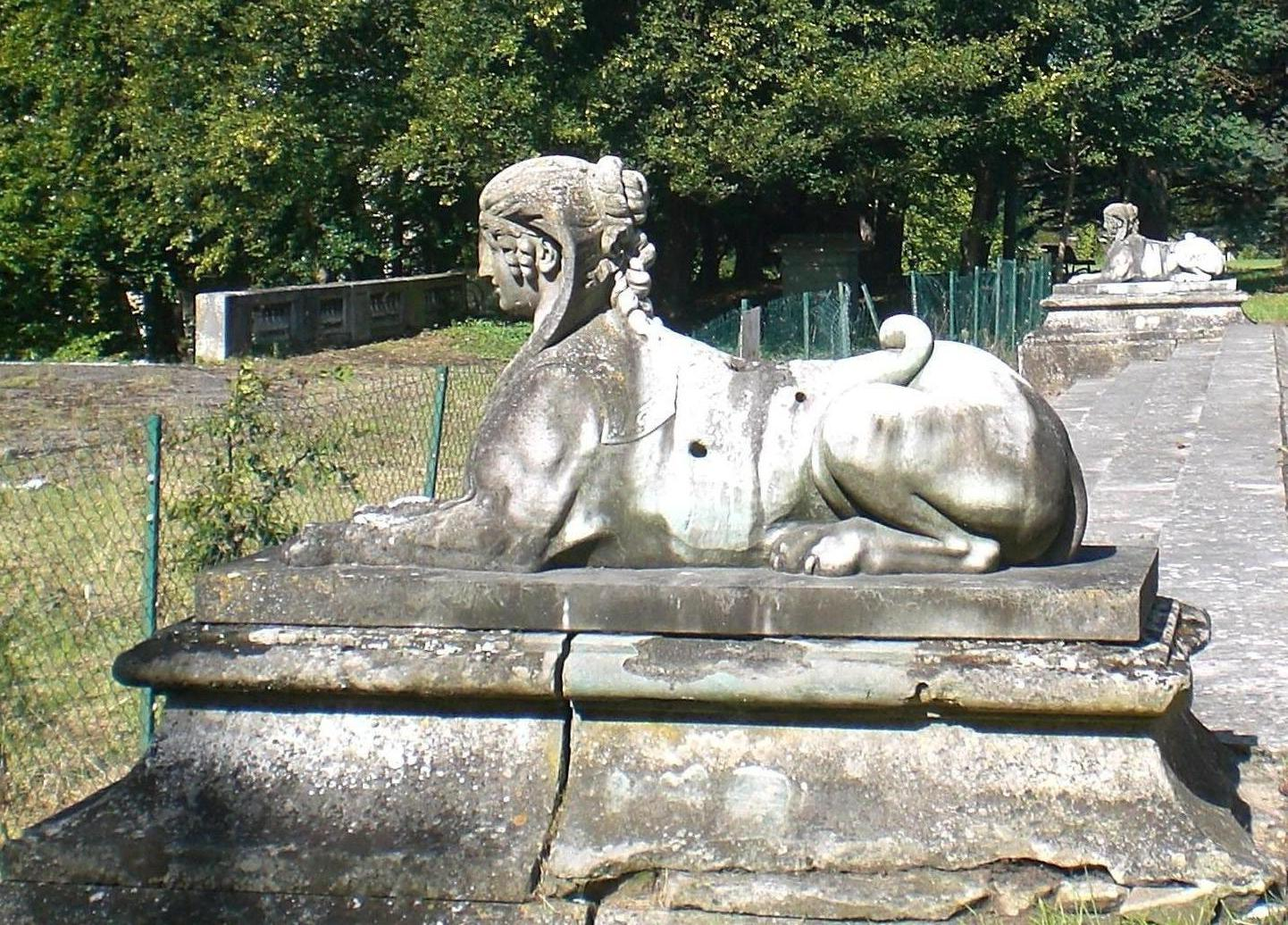
Sphinge de marbre.

## Le château de Franconville au cinéma et dans la littérature
Pour de nombreux films, dont Lucie Aubrac, plusieurs scènes d'intérieur y furent tournées.
Dans son roman La Patience du diable, l'auteur Maxime Chattam y place une partie de l'intrigue.
Certaines scènes de la saison 2 épisode 5 de la série The Walking Dead : Daryl Dixon ont été tournées au château devant l'Orangerie.